# トヨタ・マークX
マークX（マークエックス、MARK X）は、トヨタ自動車が製造・販売していた4ドア高級スポーツセダンである。生産工場は当初、岩手県の金ケ崎町（岩手県胆沢郡）にある関東自動車工業（現：トヨタ自動車東日本）の岩手工場、およびトヨタ自動車の元町工場であったが、初代モデルの途中から元町工場のみの生産となった。

## 概要
かつて販売されていたミドルサイズセダン「マークII（MARK II）」の後継車種として登場。それまでのマークII兄弟（マークII・チェイサー・クレスタ・ヴェロッサ）からの脱却を目的とし、12代目クラウン（通称：ゼロ・クラウン）で大幅に刷新されたプラットフォームの採用を契機に名称を含めた大胆な改革を実施した。
初代の発売当時、トヨタとしては珍しく正式な商品発表を行う前にテレビCMなどで商品の一部を露出させて消費者の購買意欲をそそる「ティザー広告」を実施した。その内容はキャッチフレーズとアルファベットの「X」をかたどったシンボルマークのようなものを流し、左側のヘッドランプを少し露出するというものであった。また「マークX」の車名は無論、ボディのシルエットに関しても一切姿を見せることはなく、また後に登場した派生車種である「マークXジオ」でも同様にティザー広告を使った事前の宣伝活動が行われた。

## 初代（通算10代目）X12#型（2004年 - 2009年）
エクステリアは典型的な4ドアセダンであるものの、マークII時代の正統派からは一転して大胆なスタイリングへと変貌。インパクトの強いデザインが特徴の片側3連プロジェクター式ヘッドライトや厚みを持たせたトランクリッド、ミニバンに刺激されて居住性を重視した結果、ルーフ高が高くなりすぎたX110系マークIIの反省から30mmから40mm程度全高を低くして、走りのスポーツセダンへの回帰を図った。
リヤバンパーとマフラーのテールエンドが一体化したディフューザー構造を、トヨタ製高級セダンとして初採用。クラウンやレクサスなど、このマークX以降に開発されたトヨタ製の高級セダンの多くもこれを踏襲している。4代目レクサス・LS（ハイブリッドも含む）や同じトヨタブランドの13代目クラウン、5代目クラウンマジェスタにも受け継がれた。デザイン上、マフラー交換は容易には行えず、多くのトヨタ車用エアロパーツや北米トヨタのサイオン純正エアロパーツを手がける多数のメーカーから対応品が発売されている。なおリアバンパーとマフラーのテールエンドは接合されておらず、バンパーの穴にマフラーのパイプ部分が若干の隙間を開けて挿入されているため、マフラーの排気性能や空力性能の向上にも貢献している。
前述のとおり、プラットフォームは12代目クラウン（S180系）に先行採用されたものをベースとして運動性能の向上を目的に軽量化が施された。ここでの改良事項は、後にプラットフォームを共有するレクサス・ISやGSにも適用されるとともに、それぞれで熟成が図られている。
エンジンはマークII時代に搭載されていた直列6気筒から、新世代のGR系V型6気筒へと変更された。同車には12代目クラウンの前期型と同様に直噴（D-4）仕様の2.5 L（215PS）と3.0 L（256PS）が採用された。うち2.5Lの4GR-FSE型はトヨタと長年の技術パートナーシップを組んでいるヤマハ発動機で生産される。3.0Lの3GR-FSE型はトヨタ下山工場にて生産されている。
トランスミッションはマニュアルモード付きの6速ATとなり、マークIIの歴代モデル同様に18インチアルミホイールを履いたスポーツグレードが設定されたが、X70・X80系のGT-TWIN TURBO、X90・X100系のTOURER V、X110系のiR-Vなどに相当するMT搭載のターボエンジン搭載のスポーツセダンは消滅した。
クラウンやレクサスブランド車には設定のない「6:4分割可倒式リアシート」によるトランクスルー機能を搭載していることも特徴である。
なお車体の形式記号は、クラウンと同様に先代モデルとなるマークIIファミリーから引き続き「“X”･･系」（マークXの場合はX120系となる）を名乗ることとなった。

### 年表

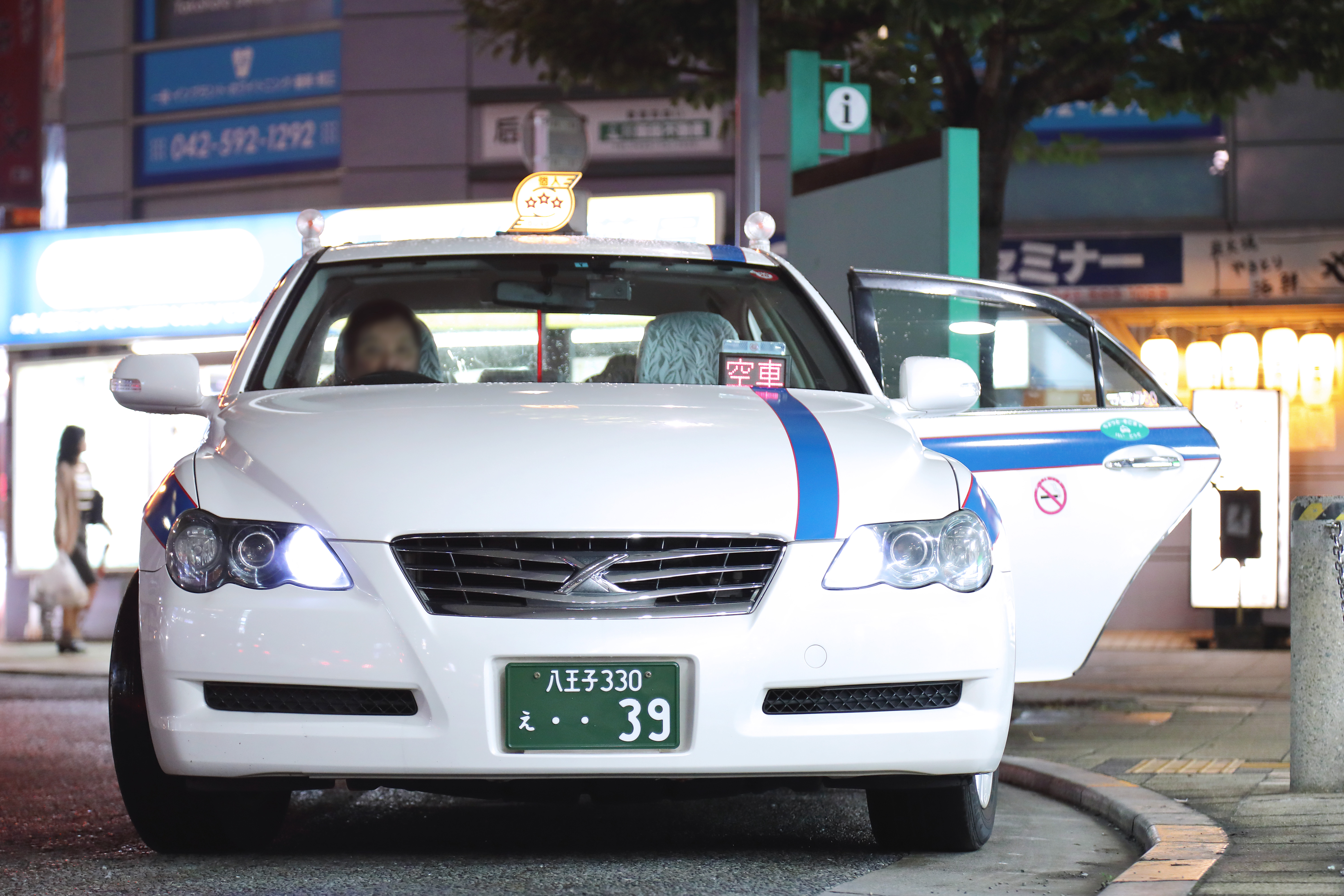
2004年11月9日 - 発売[1]。前述のとおり、マークIIの後継車種として発売された。
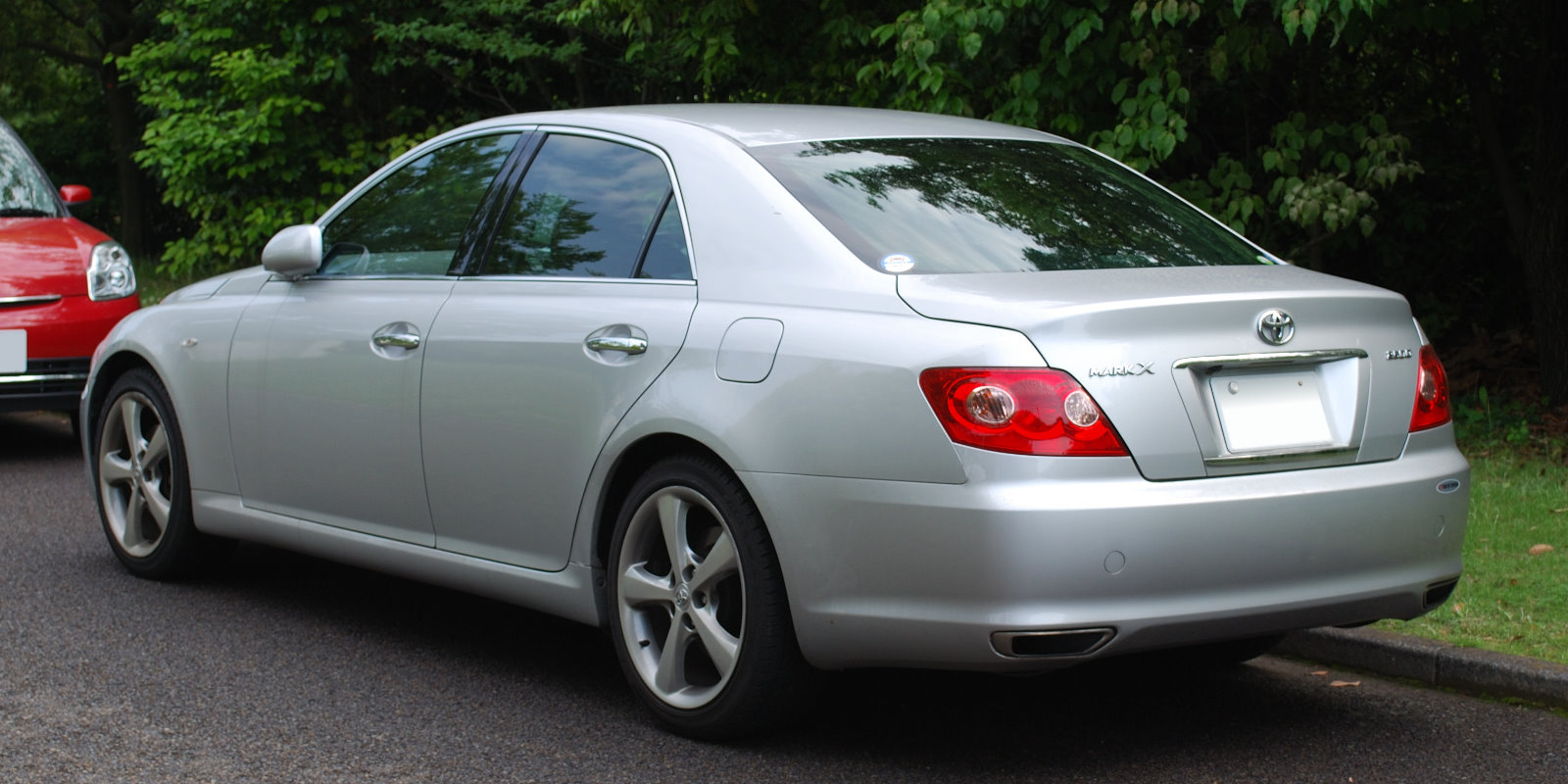
リア 2004年11月発売型
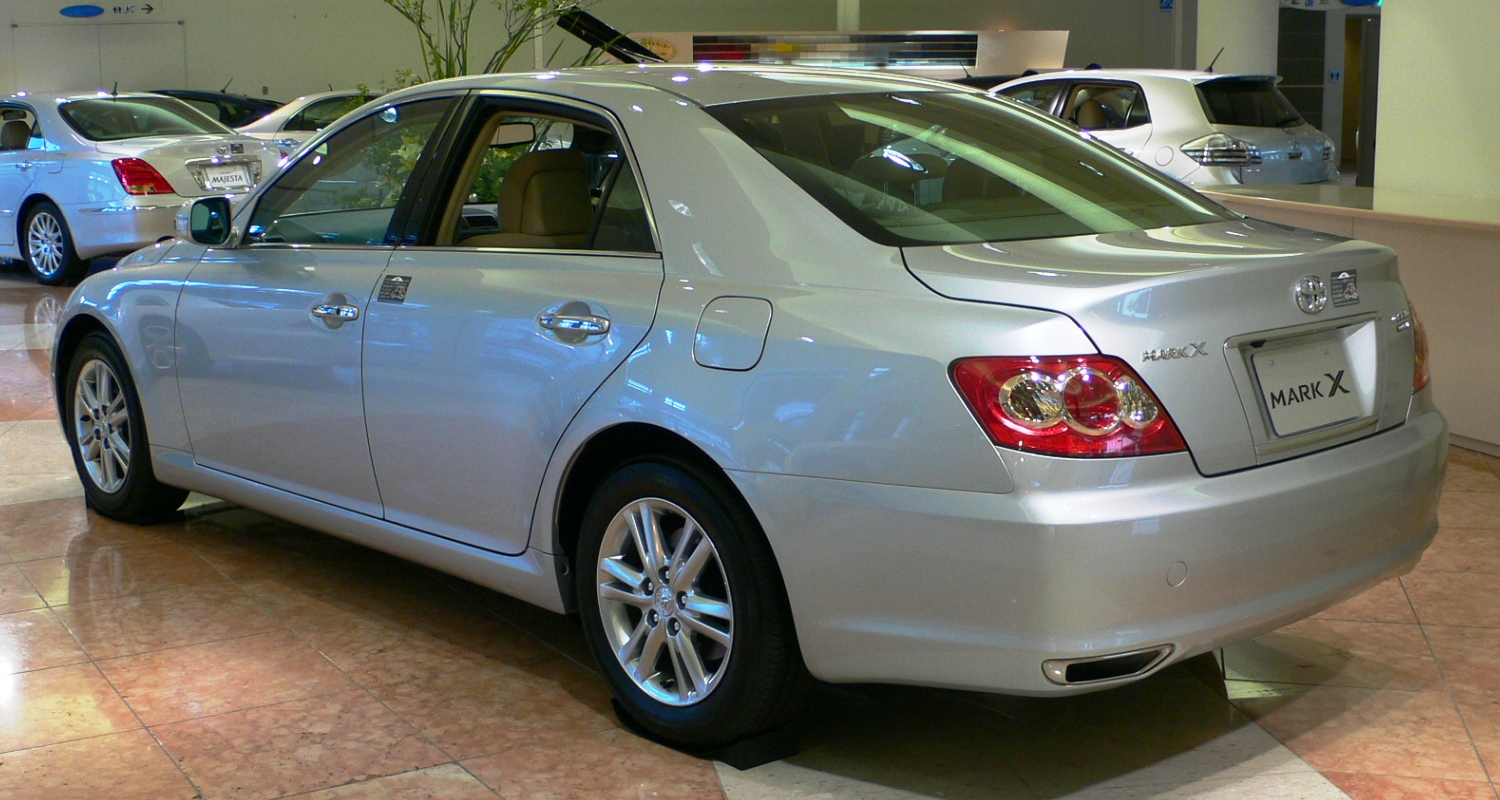
リア 2006年10月改良型
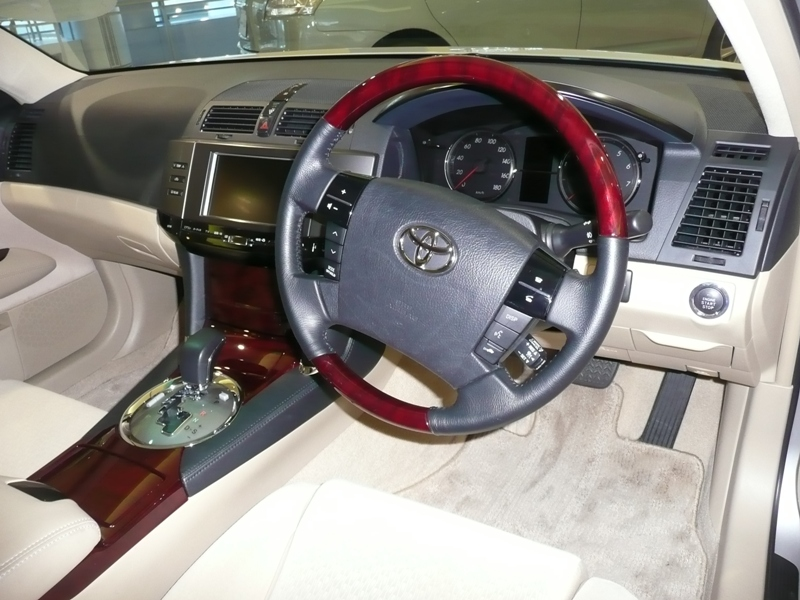
室内
  - エンジンはクラウンと同じく3Lと2.5LのGR系V型6気筒を搭載し、グレード体系は3L車が300GPREMIUM、300G、2.5L車は250Gを基準にL packageとF packageを設定、250Gのみ四輪駆動仕様車を設定するという展開となった。
  - スポーツバージョンとして300G PREMIUMと250GにS packageを設定。空力性能の向上に寄与するリアスポイラーを標準装備。また専用スポーツチューンドサスペンション（S Package専用AVS+強化スタビライザー）と大径ディスクブレーキ、そして専用の225/45/R18タイヤと18インチアルミホイールを標準装備する。
- 2005年
  - 10月17日 - 特別仕様車「Fパッケージ・リミテッド”」を発売[3]。
    - 「250G」および「250G Four」をベースに、装備を厳選し価格を抑えたFパッケージの装備に加え、ディスチャージヘッドランプ（ロービーム／オートレベリング機能付）、16インチアルミホイール、本革巻きステアリングホイール、8ウェイマルチアジャスタブルパワーシート＆クッション長電動可変機構（運転席）を特別装備とした。

  - 10月24日 - 中国での現地生産を開始[4]。中国の天津一汽トヨタ自動車有限会社の第2工場にて、新型乗用車REIZ（レイツ）のラインオフ式を実施。
- 2006年
  - 4月4日 - 特別仕様車「プライムセレクション」を発売[5]。
    - トヨペット店のチャネル創立50周年を記念した特別仕様車で、「250G」および「250G Four」をベースに、専用木目調パネル&ステアリングホイール、専用ファブリックシート&トリム表皮（ジャカード織物）を特別装備。ボディカラーは新色「クールホワイトパールクリスタルシャイン」（メーカーオプション）、グレーメタリックの2色を特別設定とした。

  - 10月11日 - マイナーチェンジ[6]。
    - エクステリアではフロントグリル・ヘッドランプ・バンパー開口部、リヤコンビネーションランプの意匠変更を実施し、サイドターンランプドアミラーを新採用。ボディカラーに新色4色を設定した。インテリアでは、シート表皮に新素材を採用するとともに、木目調パネルの採用部位拡大、センターコンソールパネル・大型天井イルミネーションのカラー変更などを実施。また、プッシュオープン式フロントコンソールボックスを全車に標準装備としたほか、スマートエントリー&スタートシステムを改良タイプに変更。さらに、テレマティクスサービス「G-BOOK ALPHA」に対応し、高精細ワイドディスプレイなどを採用したHDDナビゲーションシステムを新たにメーカーオプション設定とした。
    - 「S package」は、専用フロントグリル、専用メタル調のセンターコンソールパネル&パワーウインドウスイッチベースや、専用本革巻き3本スポークステアリングホイールを採用するなど、他グレードとのさらなる差別化が図られた。
    - 走行性能では、操縦性・走行安定性を高める電子制御サスペンションAVSの設定拡大や、グレードごとに実施したサスペンションチューニング、制振材の追加などを実施し、乗り心地と優静粛性の向上をはかった。
    - グレード構成を一部変更。「300G PREMIUM S package」に替わり「300G S package」を設定した。
- 2007年9月10日 - 特別仕様車「Limited」を発売[7]。
  - 「250G」および「250G Four」をベースに、ジャガード織物を使用した専用シート、専用木目調パネル、専用木目調&本革巻き4本スポークステアリングホイール、ディスチャージヘッドランプ（専用ティントグリーンエクステンション）、SRSサイドエアバッグ（運転席・助手席）＆SRSカーテンシールドエアバッグ（前後席）を特別装備。ボディカラーには、特別色「ミディアムシルバーメタリック」を含む全4色を設定した。
- 2008年7月1日 - 特別仕様車「Fパッケージ・Smart Edition」を発売[8]。
  - 「250G」および「250G Four」をベースに、装備を厳選した「Fパッケージ」の装備に加え、スマートエントリー&スタートシステム、盗難防止システム（エンジンイモビライザーシステム）を特別装備。さらに、運転席に8ウェイマルチアジャスタブルパワーシート&クッション長電動可変機構を採用し、ディスチャージヘッドランプ（ロービーム、オートレベリング機能付）、16インチアルミホイールを装備した。ボディカラーはは「ホワイトパールクリスタルシャイン」（メーカーオプション）を含む全3色を設定した。

- 個人タクシー仕様
- リア 2004年11月発売型
- リア 2006年10月改良型
- 室内

## 2代目（通算11代目）X13#型（2009年 - 2020年）
2009年10月、初代の発売から約5年後、初のフルモデルチェンジを実施。「マークII」時代から通算11代目となる。月間販売目標台数は3000台（当時）と発表されている。発売当初のキャッチコピーは「SAMURAI X」である。CMには佐藤浩市を起用した（初回のマイナーチェンジまで）。
2代目のエクステリアは「glam tech（グラムテック）」をキーワードに、コンサバティブなマークIIより大胆でアグレッシブとなった初代のデザインテイストをさらに熟成・昇華させ、より攻め込んだスポーツサルーンでありつつ上質なプレミアムカーとしての進化を図った。
フロントフェイスには初代のアイデンティティであった三連のヘッドランプとメッシュグリルも引き続き採用された。またリアコンビネーションランプもフロントと同じく三連タイプに変更され、さらにトランクリッドへもランプを追加した。
先代で採用され、のちにレクサス・LSやIS F、クラウンやクラウンマジェスタにも採用されたリヤバンパーとマフラーのテールエンドが一体化した構造は採用されず、レクサスのISやGSと同じバンパー別体のマフラーエンドへと変更された。
プラットフォームは12代目クラウン、3代目レクサスGSと共通のプラットフォームを先代に引き続き採用している。
エンジンは初代に搭載されたGR系のV型6気筒を引き継ぐが、3Lエンジン（3GR-FSE型・256ps/32.0kgm）がレクサスIS350と同型となる3.5Lの「2GR-FSE型」（318ps/38.7kgm）へと換装され、動力性能を向上させた。また、2.5Lエンジン（4GR-FSE型）は、従来のプレミアムガソリン仕様からレギュラーガソリン仕様へと変更され、パワー&トルクこそ従来型より若干低下したものの燃費性能は大幅に向上した。なお、全車トランスミッションを6速ATに統一したが、後述の通り、限定車のGRMNに6速MTが設定された。ただし、13代目以降のクラウンやGSに設定されたハイブリッド車は設定されなかった。
年々厳しくなる安全性能に対応すべくさらに装備を充実させた。7個のエアバッグや旋回時の横滑りを抑える「VSC」と加速時の車軸空転を防ぐ「TRC」、そして後部衝突時に頸部へ加わる衝撃を軽減する「アクティブヘッドレスト」を全車へ標準装備した。
平均燃費や渡航可能距離などを表示する「マルチインフォメーションディスプレイ」には高コントラストの白色有機ELを採用して視認性を向上させた。そしてラゲージスペースは4人分のゴルフバッグと鞄を収められるよう最大容量を拡大（480L）している。

### グレード構成
発売当初の価格帯は238万円から380万円と幅広く、そして本モデルでの新たな試みとしてユーザーの趣味嗜好に合わせグレードを3種類に大別し、各々の性格をより強調して選択の幅を広げた。
Premium type
2009年10月販売型では3.5L車のみに設定されていた最上級グレード。エクステリアには、専用デザインのグリル・フロントバンパーとサイドスカートにメッキのモールを配して他グレードとの差別化を図っている。また、ミリ波レーダー方式の「プリクラッシュセーフティシステム」が全車で唯一搭載可能となるグレードでもある。また装備を大幅に充実させた最高級仕様の「Premium L Package」も用意されていた。
2012年8月改良型ではフロントロアグリルやサイドマットガードにメッキ加飾を施し、シート表皮にアルカンターラを新設定。ナノイーとスーパーUVカットガラス（フロントドアガラス）を標準装備し快適性も高めた。後輪駆動車にはFAD（振動数感応）ショックアブソーバーも採用し、優れた操舵性・走行安定性とショックの少ない適な乗り心地を両立した。また、グレード体系を見直し、「Premium L Package」を廃止する代わりに、これまで設定がなかった2.5L車にも設定。さらに、2.5L・四輪駆動車の「PREMIUM Four」を新設した。
2016年11月のマイナーチェンジをもって廃止となった。
Sports type
3.5L車（350S）と2.5L車（250G S Package/250G S Package Relax Selection）の双方に用意される「スポーティグレード」。マークII時代のスポーティグレードであるツアラーシリーズに相当する。
エクステリアには、空力性能を向上させる専用のフロント&リヤバンパースポイラーとリアスポイラーを標準装備。またヘッドランプとリヤコンビネーションランプにスモーク塗装が施されて他グレードとの差別化を図っている。またレクサス・ISと同様に、スポーティな走りをする時の素早い変速に対応できるようにパドルシフトを搭載。そして3.5L車には、クラウンアスリートの3.5L車やレクサスIS350およびGS350と同じく車両姿勢制御安定化システム「VDIM」を全車で唯一搭載し、さらに「アクティブ・ステアリング統合制御（EBD付ABS+VSC+TRC+EPS）」も追加されている。
2012年8月改良型ではリアスポイラー（バンパーロア）のデザインを変更し、フロントロアグリルをメッシュタイプに変更してスポーティ感を強調。内装パネルに幾何学調柄を新設定した。なお、「250G S Package Relax Selection」は廃止された。
2016年11月改良型ではグレード体系を刷新し、「250G S Package」を「250S」に改名、2.5L・四輪駆動車の「250S Four」及び最上位仕様の「250RDS」・「350RDS」を新設、「350S」を廃止した。アルミホイールは「250S」・「250S Four」は切削光輝+ダークメタリック塗装を施した16インチ、「250RDS」・「350RDS」はスパッタリング塗装を施した18インチ（「250S」・「250S Four」にもオプションで装備可能）をそれぞれ採用。ロアグリルにメッシュデザインを採用し、ヘッドランプはBi-Beam LEDヘッドランプとLEDクリアランスランプ/デイライトを組み合わせた角型6眼タイプとなり、リアスポイラー（ラゲージ&バンパーロア）のデザインを変更した。内装はパドルシフトを装備し、アクセルペダル・ブレーキペダル・フットレストにアルミを施した。「250RDS」・「350RDS」はブラック/レッド、ブラック/ホワイトの2種類が選択可能な2トーンの専用内装色を設定し、シート表皮にアルカンターラを、インサイドドアグリップ表皮に共和レザーの「アクアウィッシュ」をそれぞれ採用し、流れる光の波を表現したブロックデコのインテリアパネルを採用したほか、電子制御でショックアブソーバーの減衰力をコントロールするAVSを標準装備した。
Standard type
2.5L車のみに設定され販売面での中心になる基幹グレードで、2009年10月販売型では全車で唯一の四輪駆動仕様車（250G Four）が設定されている。標準仕様の「250G」をベースに装備を充実させた「Relax Selection」と、逆に装備を厳選し価格を抑えたエントリーモデルの「F Package」が用意されていた。
2012年8月改良型ではインテリアカラーをビターブラックとアイボリーブラックの2色に刷新し、木目調パネル色にグレージュを追加した。なお、「Sports type」同様、「250G Relax Selection」を廃止した。
2016年11月改良型ではクロームメッキのフロントバンパーモールとサイドフィンデザインのロアグリルを組み合わせたフロントフェイスで、Sports typeに標準装備されているBi-Beam LEDヘッドランプ&LEDクリアランスランプ/デイライトのオプション設定を追加した（ただし、「F Package」は未設定）。

### G's
「G's」はGAZOO Racingのテストドライバーがトータルチューニングを施してハンドリング性能を高める一方、架装工程のインライン化などによって価格を抑えたスポーツコンバージョン車で、ノア/ヴォクシー、ヴィッツ、プリウスに続く第4弾としてマイナーチェンジに合わせて発表された。
Sports type（「250G S Package」・「350S」）をベースに、コイルスプリングやショックアブソーバーに加え、ブッシュにもチューニングを施した専用サスペンションを採用し、各種メンバーブレースの採用や溶接のスポット点数の追加によりボディ剛性を高め、空力パーツを追加で配置。さらに、高剛性・軽量設計の19インチ鍛造アルミホイール、高性能タイヤ、ブレーキキャリパーを採用。フロントフェイスを専用デザインにするとともに、リアも4本出しマフラー（大径バッフル）を採用。シート表皮にアルカンターラを採用するとともに、運転席・助手席には「G's」エンブレム付専用スポーツシートを採用した。
なお、「Premium type」同様に、2016年11月のマイナーチェンジをもって廃止となり、2017年9月に発売を開始した「GR SPORT」に引き継がれた。

### GR SPORT
「GR SPORT」は、前述の「G's」に替わって投入されたスポーツカーシリーズである。マークXの他にも、ヴィッツ、プリウスPHV、ハリアー、ヴォクシー/ノアにも設定されている。
Sports type（「250S」・「350RDS」）をベースに、外観はホワイト塗装+GRロゴ入りのブレーキキャリパーと専用エンブレム（前後、サイド）を装備。内装はGRロゴ入りの専用スポーティシートと専用メーター、小径ステアリングホイール、LEDイルミネーションビームを装備し、ドアトリムやフロントシートなどには専用加飾やシルバーステッチを、ドアスイッチベースなどにはカーボン調加飾をそれぞれ施した。さらに、サスペンションに専用チューニングを施すとともに、スポット打点の追加とブレースの追加も行われた。

### コンプリートカー
初代で好評だったトヨタモデリスタインターナショナルのプロデュースによる「Vertiga（ヴェルティガ）」と、クラウンアスリートでも設定された「+M SuperCharger（プラスエム・スーパーチャージャー）」という2種類のコンプリートカーが同時にリリースされた。
Vertiga
初代と同じく専用のデザインのフロントバンパーをはじめVertiga専用のエアロパーツを装着し、初代「Vertiga」のテイストを引き継いだものだったが、マイナーチェンジに伴い、消滅した。
+M SuperCharger
先代でもリリースされた「SuperCharger」の進化版で、ベースエンジンが3.5Lとなったことでさらなるパワーアップが実現した。TOM'S製スーパーチャージャー（ルーツブロアー式）に水冷インタークーラーと専用チューンのECUが搭載されるほか、増大したパワーに対応すべく-20mmの専用ローダウンサスペンションも標準で装備される。スペックは360PS/50.8kg・mで、クラウンアスリート「+M SuperCharger」と同一となる。なお「+M SuperCharger」は、無鉛プレミアムガソリン指定であり、無鉛レギュラーガソリンの給油は禁止となっている。
GRMN
2015年3月に発表されたスポーツコンバージョンモデル。
3.5L車の「350S」をベースに、トランスミッションは日本国内で販売されている国産FRセダンでは唯一となる6速MT（4WDの設定なし）を専用設計で採用されており、ATの設定がないことが大きな特徴。限定車のくくりがあるもののマークII歴代モデルに存在した「GT-TURBO」や「ツアラーV」等のスポーツグレードが復活したこととなった。
サスペンションの専用チューニングを行い、プログラムの最適化により標準エンジンに対して3PSの最高出力向上、補強用ブレースやドアスタビライザーの追加によるボディ剛性の向上、専用トルセンLSD、前後で異なるタイヤサイズを採用し、ブレーキ部品を軽量化。さらにCFRP（炭素繊維強化樹脂）製ルーフパネルやスポイラー（フロント・リア）の採用による軽量化も行われた。外観はフロントフェイスを空力性能に配慮したデザインにしたほか、ライセンスガーニッシュをボディ同色、サイドミラーカバーをブラックにそれぞれ変更し、前後に専用エンブレムも採用。内装は6速MTの採用に伴って専用デザインのシフトレバーを採用し、ペダル配置を変更。サイドブレーキは手引き式となった。また、専用スポーツシートを採用し、ステアリングを小径化したほか、インテリアを黒基調とし、インパネガーニッシュやメーター周辺にピアノブラック塗装を採用し、シートやドアトリムなどに東レの「ウルトラスエード」を採用。専用コンビネーションメーターやGRMNロゴ入りエンジンスタートスイッチも採用した。車両販売価格は、消費税込み540万円。同年6月にマークXのカタログモデル同様、全国のトヨペット店を経由して販売された。
2019年1月に発表された改良モデルでは「350RDS」がベースグレードとなり、リアデファレンシャルギア比の変更や操作系のチューニングが行われたほか、エンジンの出力制御特性にも専用チューニングが施された。また、252ヶ所のスポット溶接打点を追加してボディ剛性が高められ、専用サスペンションにアブソーバーが用いられた。外観はフロントバンパーなどの光輝部品加飾がダーク化され、マフラーを4本出しの大型バッフルタイプに変更され、ブレーキキャリパー（ホワイト塗装、フロントのみGRロゴ付）&スポーツブレーキパッドを追加。内装はインパネにカーボン調加飾が追加された。車両販売価格は従来モデルよりも値下げされて消費税込み517万円となり、販売台数は従来モデルの3.5倍となる350台となった。同年3月から成約順の限定販売が行われたが、前回と違い「GR Garage（GRガレージ）」を通じての販売となった。

### 年表
- 2009年10月19日 - フルモデルチェンジ[11]。ボディカラーは、先代から継続設定となる「ホワイトパールクリスタルシャイン」（メーカーオプション）」、「シルバーメタリック」、「ブラック」に加え、新色「アイスチタニウムマイカメタリック」、新設定の「ジンジャーレッドマイカメタリック」、「ブロンズマイカメタリック」の全6色を設定。
- 2010年10月12日 - 特別仕様車「Black Limited」を発売[12]。
  - 「250G」および「250G Four」をベースに、「Relax Selection」に装備されている助手席4ウェイパワーシートやブラックの専用シート、本革巻き&茶木目調のステアリングホイールとシフトノブを採用したほか、プラズマクラスター（マイナスイオン発生機能付）やフロントフォグランプも装備した。ボディカラーは専用色「ダークブルーマイカ」を含む7色を設定した。
- 2011年8月1日 - 特別仕様車「Black Leather Limited」を設定[13]（9月11日発売）。
  - 特別装備の基本的な内容やボディカラーは前年10月発売の「Black Limited」と同等であるが、今回はブラックの専用シートが本革シートに変更となり、運転席8ウェイパワーシートと快適温熱シート（運転席・助手席）を追加。さらに、本革表皮フロントコンソールボックス、ソフトプライバシーUVカット機能付グリーンガラス（リヤドアガラス・バックガラス）が新たに特別装備された。
- 2012年8月27日 - マイナーチェンジ[14]（10月9日発売）。
  - フロントとリアバンパー、フロントグリル、リアコンビネーションランプの意匠を変更。内装材やフロントピラー内の制振材の採用を拡大し静粛性が向上、溶接のスポット点数追加によりボディ剛性も高まった。ボディカラーは、「ジンジャーレッドマイカメタリック」、「ブロンズマイカメタリック」に替わり、「ダークレッドマイカメタリック」、「ダークブルーマイカ」を加えた全6色を設定。併せて、スポーツコンバージョン車の「G's」を発表した。
- 2013年2月28日 - 特別仕様車「G's CARBON ROOF Ver.」を限定発売[15]（6月3日発売。限定100台）。「G's」ベースに、CFRP（炭素繊維強化樹脂）のルーフ（クリア塗装）と専用ルーフモール（ブラック塗装）を採用し、軽量・低重心化による走行性能向上を図った。
- 2014年
  - 9月1日 - 一部改良。同時に、特別仕様車「Yellow Label（イエローレーベル）」を設定[16]。
    - Premium type（「PREMIUM」・「PREMIUM Four」）の内装色にブラックを追加し、オプション設定のインテリジェントパーキングアシスト（イージーセット機能&駐車空間認識機能付）をStandard typeの「250G」・「250G Four」にも拡大設定された。
    - 特別仕様車「Yellow Label」は、250Gおよび250G Fourをベースに内装色と専用ファブリック仕様に変更した。シート表皮にはイエローとブラックの2色を設定したほか、センターコンソール・ドアスイッチベース・インパネに専用ストライプ柄ブラックパネル、本革巻きステアリングホイールやシートなどにイエローステッチ、シフトノブやメータリングなどにピンキッシュゴールド加飾をそれぞれ採用するとともに、スーパークロムメタリック塗装のアルミホイール、助手席4ウェイパワーシート、撥水機能付スーパーUVカットガラス（フロントドア）、クルーズコントロールなどを装備。ボディカラーは特別設定色の「アウェイクンイエロー」を含む4色を設定した。

  - 12月18日 - GRMNを限定発売[17]。2015年3月1日より注文を受け付け、同年6月上旬から100台限定で発売。同時に、「G's」には2014年9月に発売された特別仕様車「Yellow Label」のボディカラーとして設定された「アウェイクンイエロー」を追加した。
- 2016年11月22日 - 二度目のマイナーチェンジ[18]。
  - フロントバンパー・ロアグリルをサイドから包み込むように張り出した縁取りでワイドに低く構え、ヘッドランプをシャープな形状にするなどフロントフェイスを刷新。リアコンビネーションランプはブラック基調・クリアレンズとなった。
  - ボディカラーは、「アイスチタニウムマイカメタリック」、「ダークブルーマイカ」に替わり、「プレシャスブラックパール」（メーカーオプション）、「トゥルーブルーマイカメタリック」を加えた全6色を設定。また、洗車などによる小さなすり傷を自己修復するクリア塗装「セルフリストアリングコート」を全色に採用した。
  - ステアリングホイールはStandard typeの「Fパッケージ」を除く全車にディンプル付4本スポークを採用し、室内スイッチなどの照明をクリアブルーに統一。併せて、溶接のスポット打点を追加し、構造用接着剤を用いるなどボディ接合剛性を強化し、サスペンション設定を変更し、「250G（「F Package」を含む）」と「250S」にはFAD（振動数感応）ショックアブソーバーを採用した。安全装備を充実化し、歩行者検知機能付衝突回避支援型プリクラッシュセーフティ、レーンディパーチャーアラート、オートマチックハイビーム、ブレーキ制御機能付レーダークルーズコントロールで構成された衝突回避支援パッケージ「Toyota Safety Sense P」を全車に標準装備した。
- 2017年9月19日 - GR SPORTを追加[19]。
- 2018年7月 - 衝突回避支援パッケージの名称を「Toyota Safety Sense P」から、「Toyota Safety Sense」に変更[20]（公式発表なし）。
- 2019年
  - 1月11日 - GRMNを限定発売[21]。
  - 4月24日 - 同年12月を以て生産終了することを発表。同時に特別仕様車「Final Edition」を発売[22]。
    - 特別仕様車「Final Edition」は、250Sおよび250S Fourをベースとする。エクステリアではスパッタリング塗装を施した18インチアルミホイールを2WD車のみ特別装備としたほか、ダークメッキのフロントバンパーモールを採用。インテリアでは、ブラックとレッドを配色したアルカンターラ+合成皮革シート表皮と、レッド色のソフトレザードアトリム表皮を採用したほか、本革巻き4本スポークステアリングホイール、シフトブーツ、インサイドドアグリップ、フロントコンソールボックスなどにレッドステッチを施した。さらに「クリアランスソナー&バックソナー」を特別装備とした。
    - ボディカラーはホワイトパールクリスタルシャイン（メーカーオプション）、シルバーメタリック、プレシャスブラックパール（メーカーオプション）の全3色を設定した。なお、この特別仕様車は、千葉トヨペットの提供でbayfmのサマーキャンペーンカーとして起用されていた。

  - 12月23日 - 生産終了。以後、流通在庫のみの対応となる。これに伴い、トヨタの公式ホームページへの掲載も終了となった。これによりマークXは前身となる1968年登場のマークIIから通算して51年の歴史に幕を下ろし、名実共にマークIIの系譜も消滅した[23]。
  - 2020年1月24日（補足）- 在庫分の新車登録を全て完了し、名実共に販売終了。今後の代替は10代目カムリがその役割を果たすこととなった。

2009年10月販売型
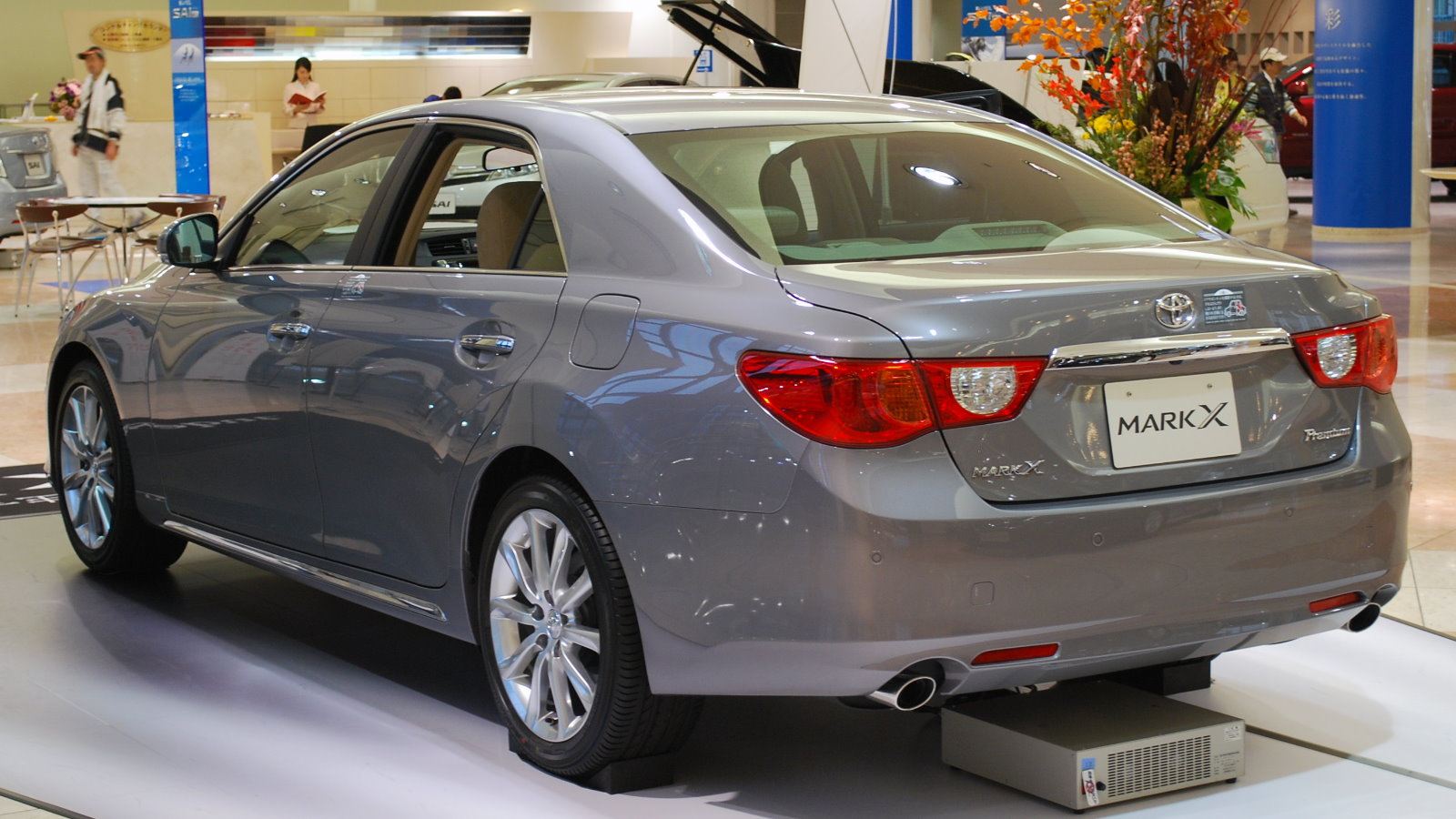
Premium type リア
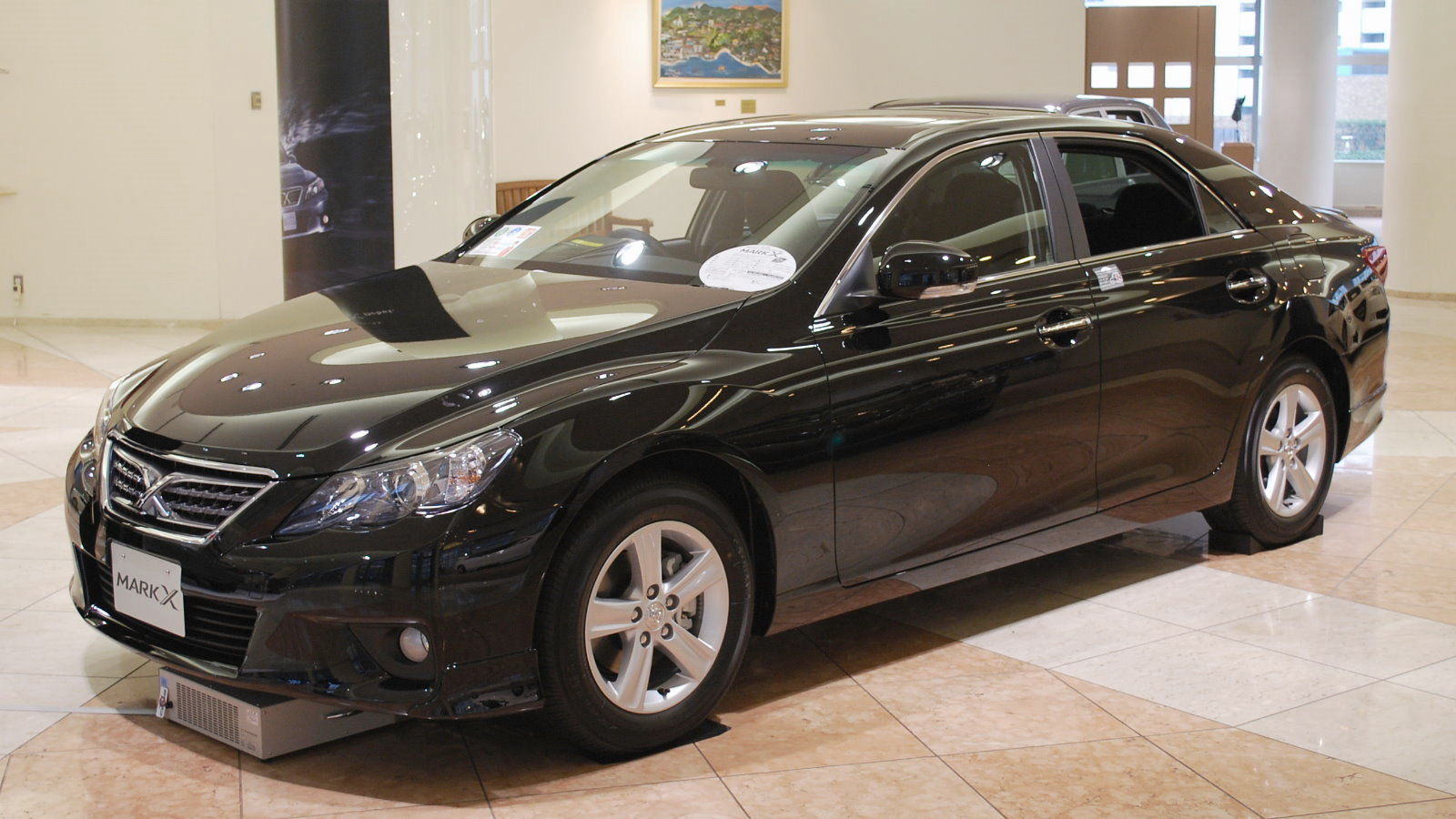
Sports type
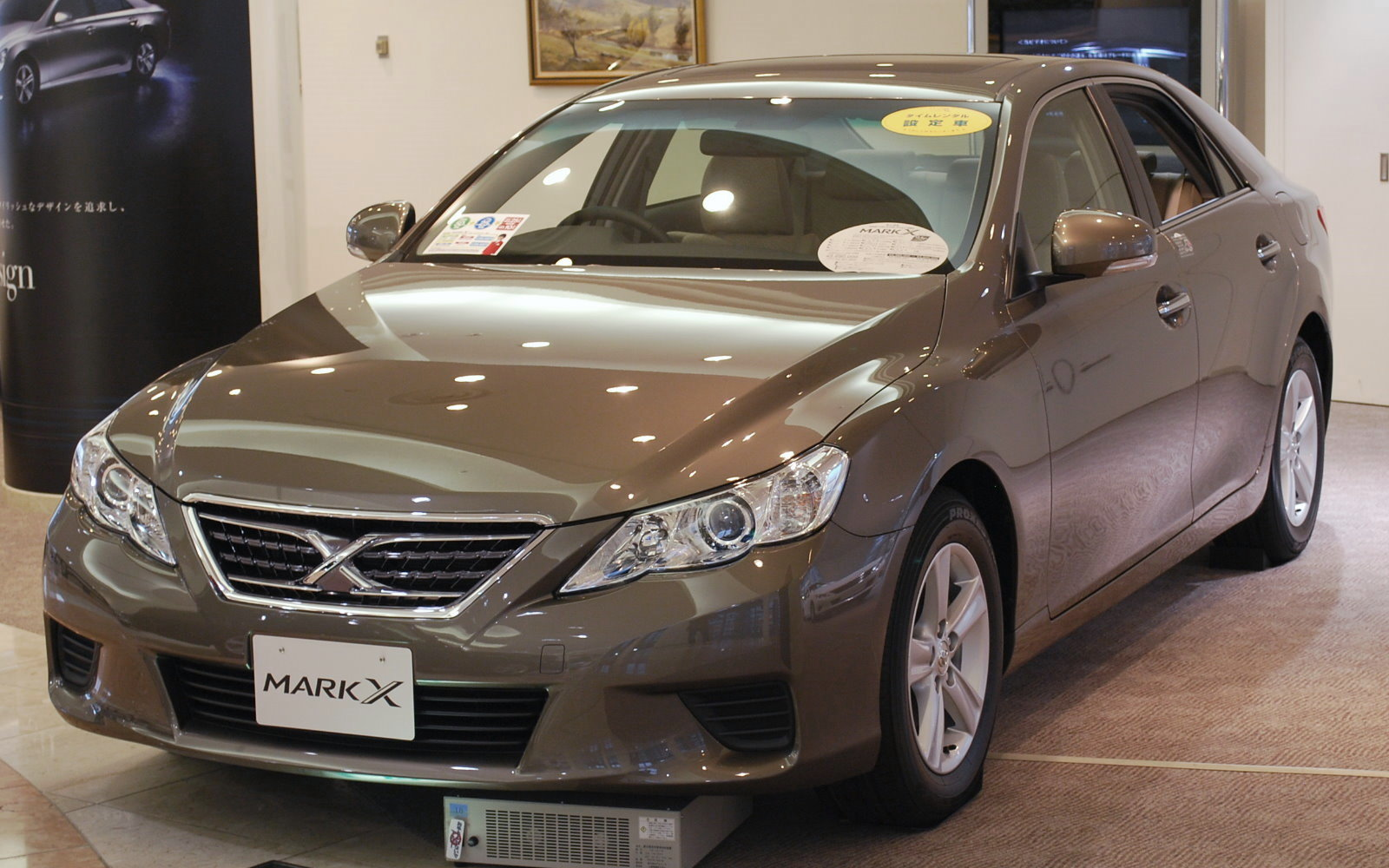
Standard type
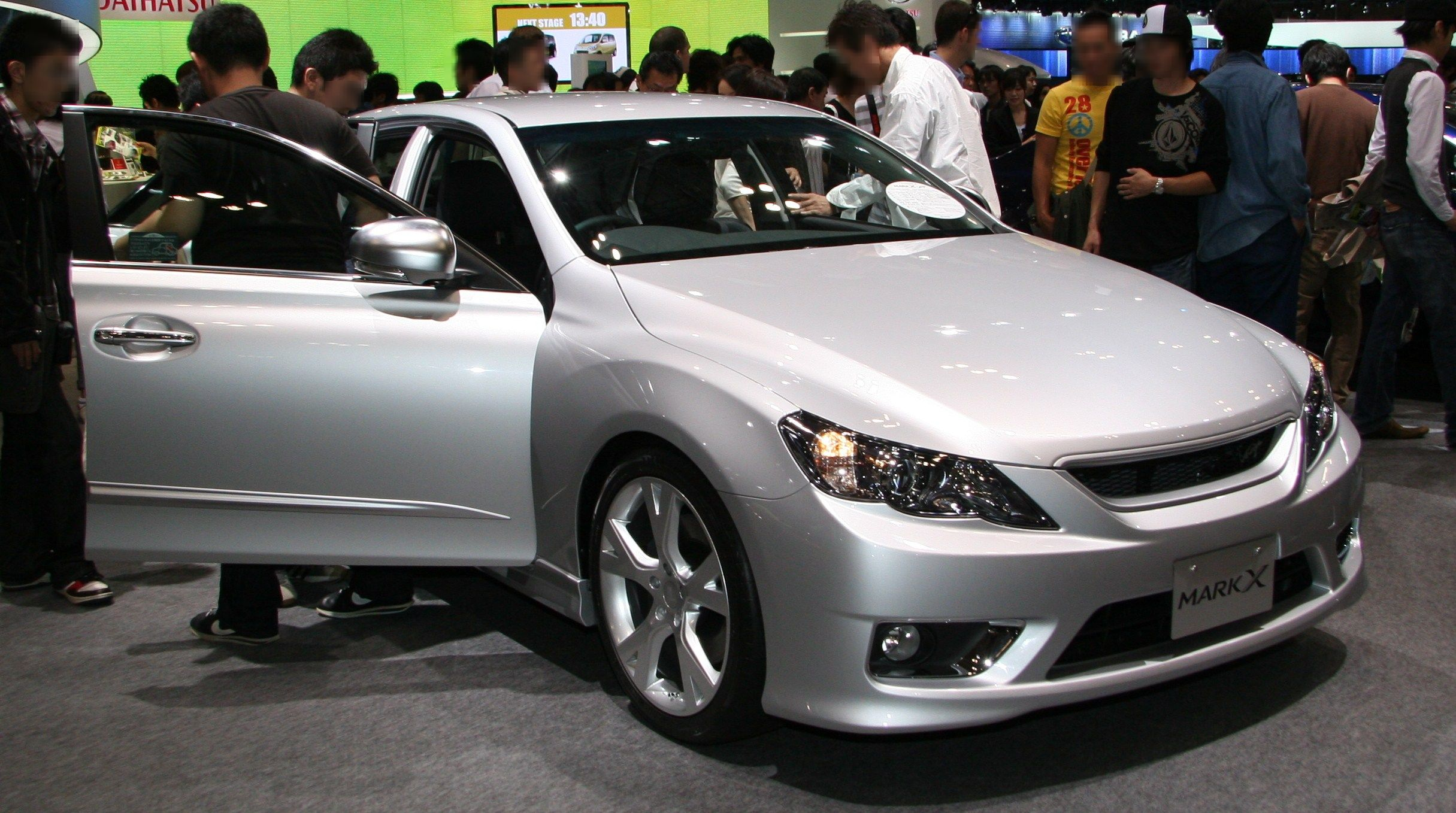
Vertiga
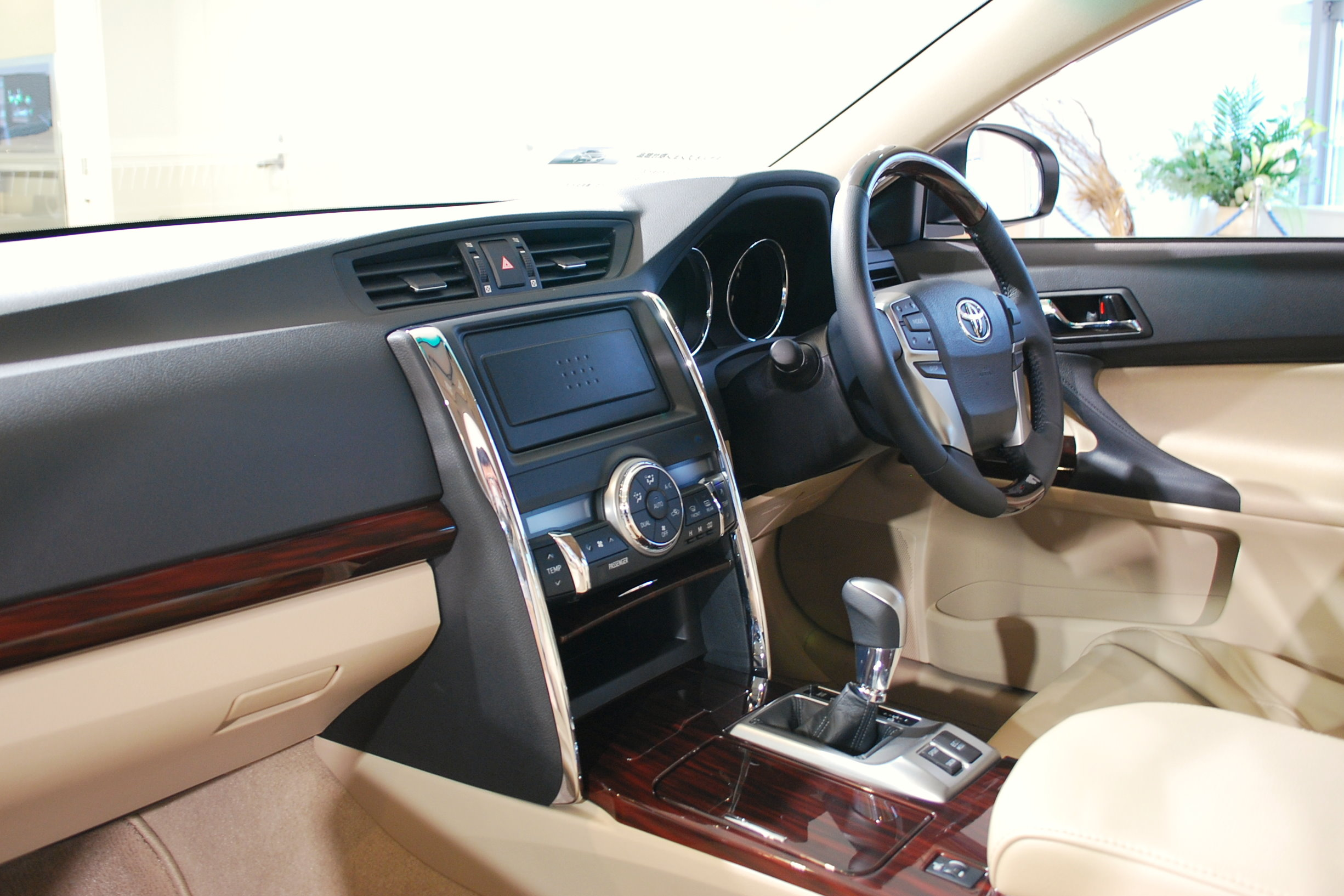
室内

2012年8月改良型
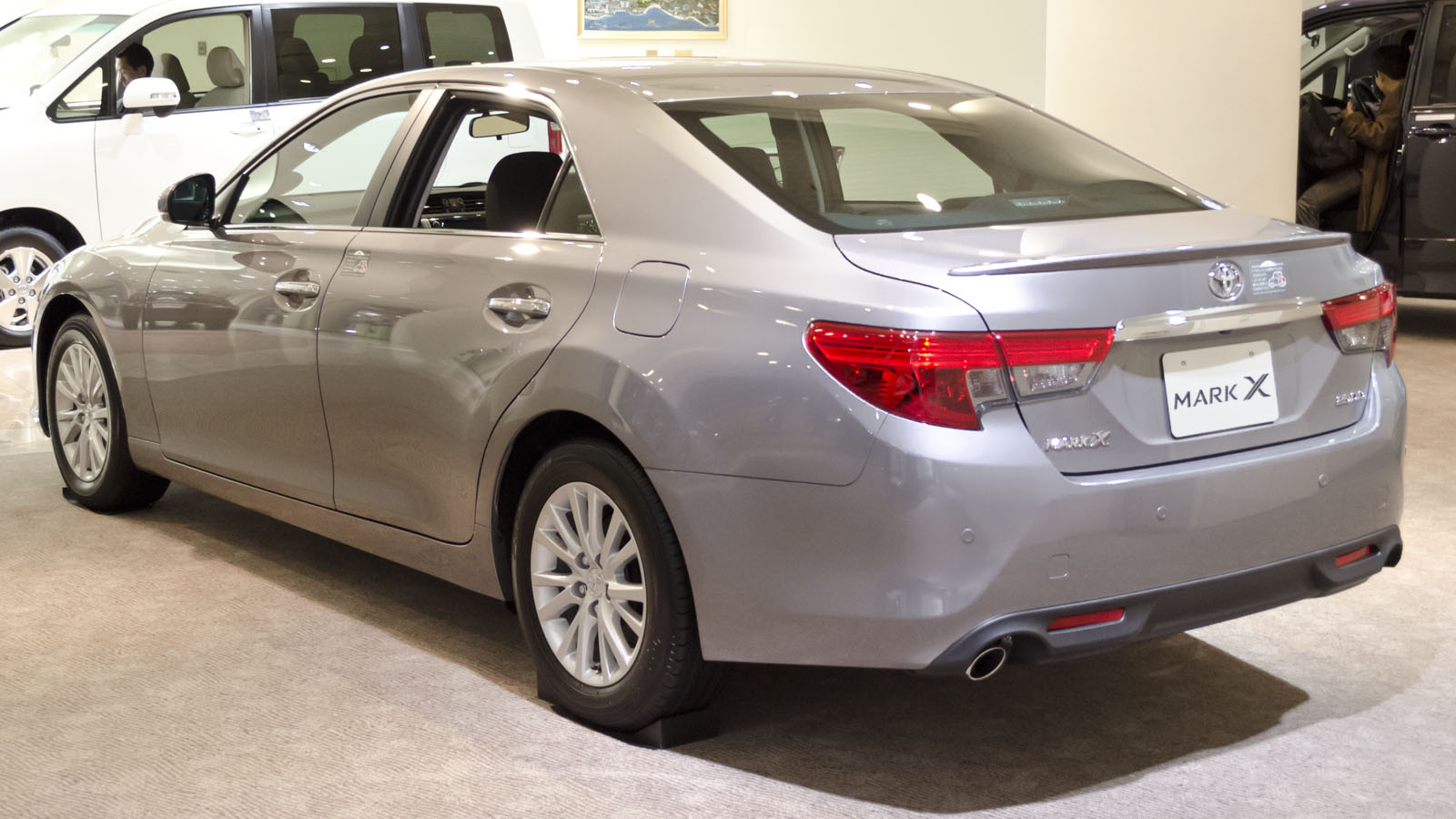
リア
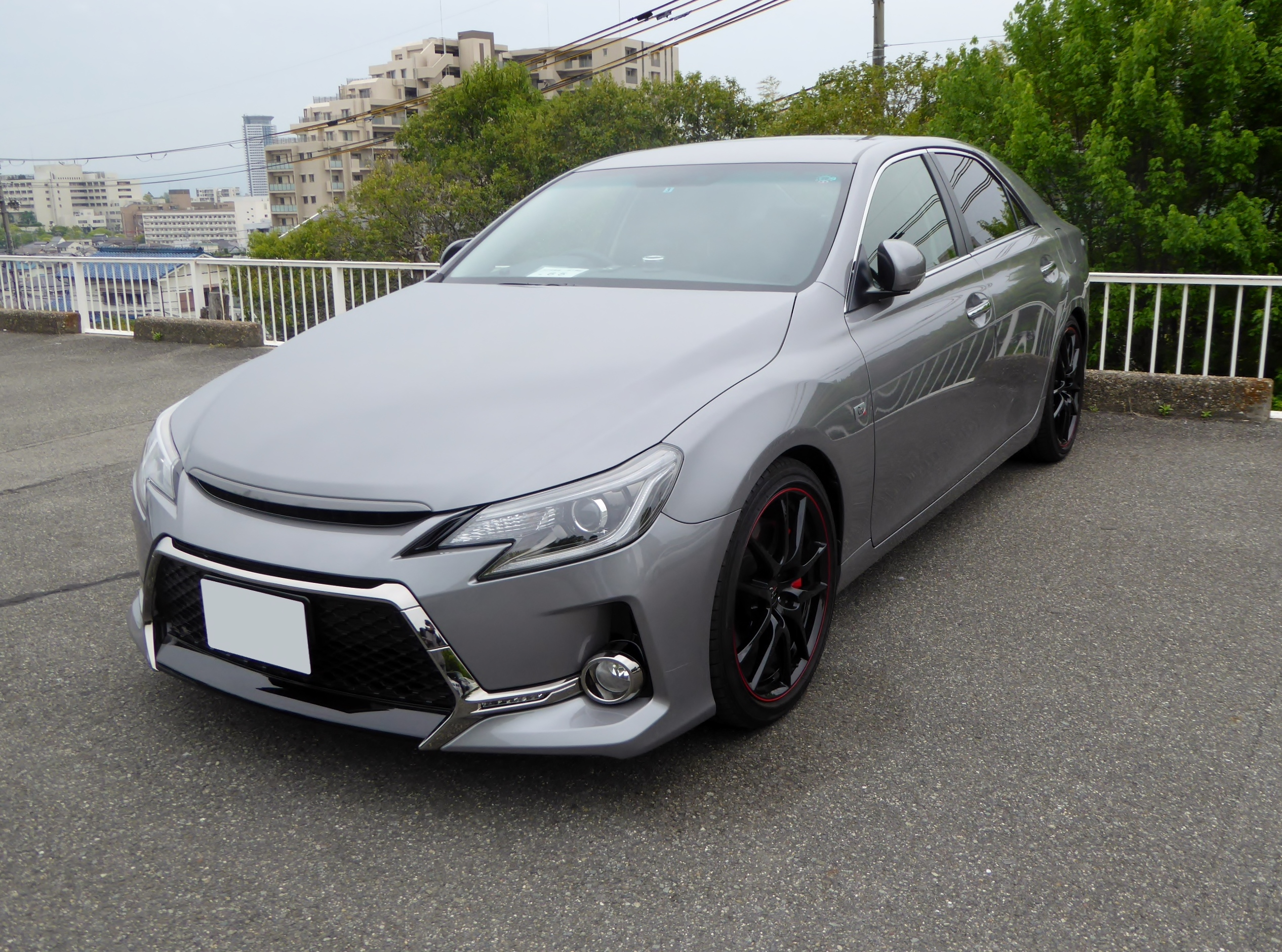
G's
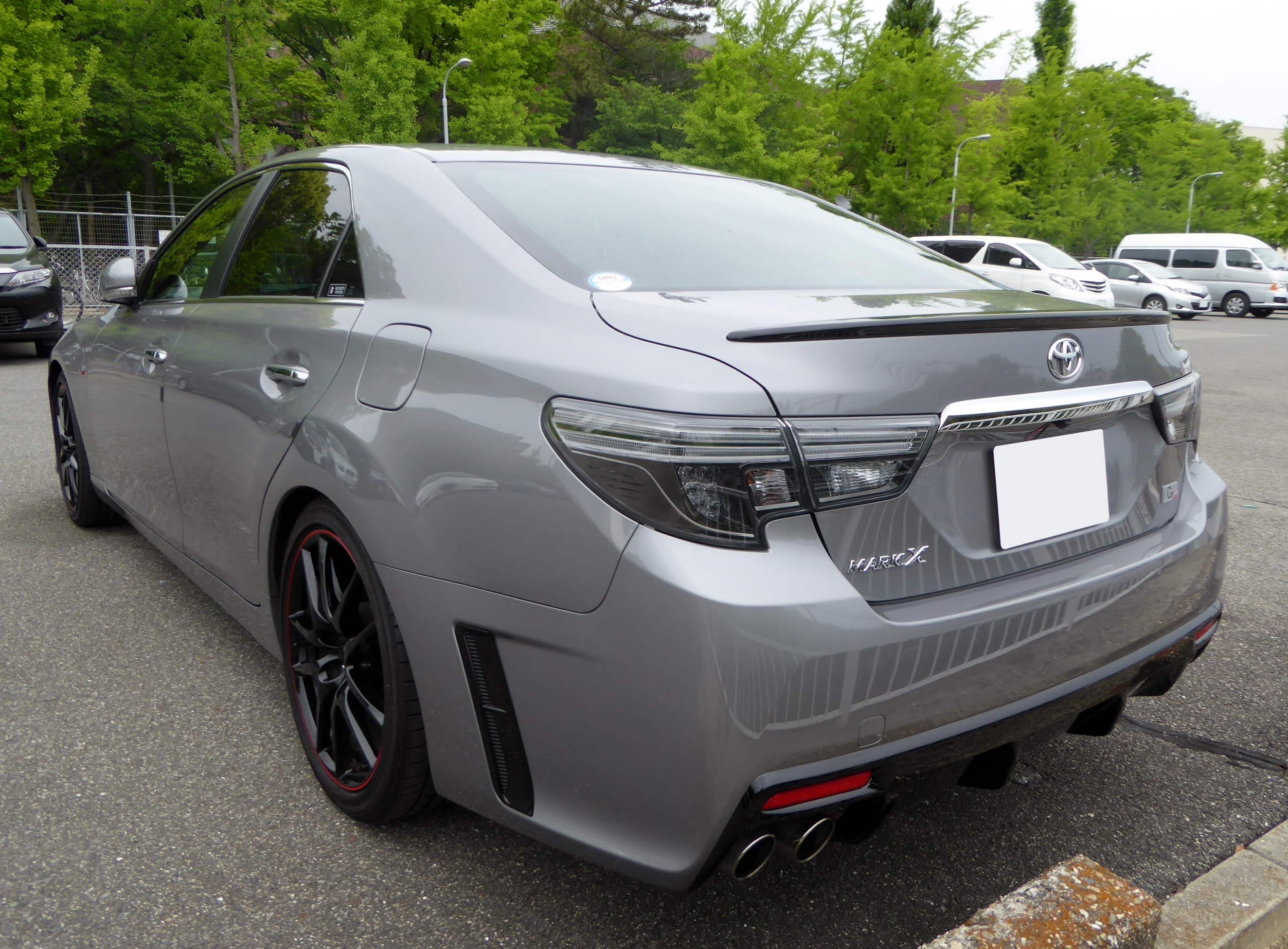
G's　リア
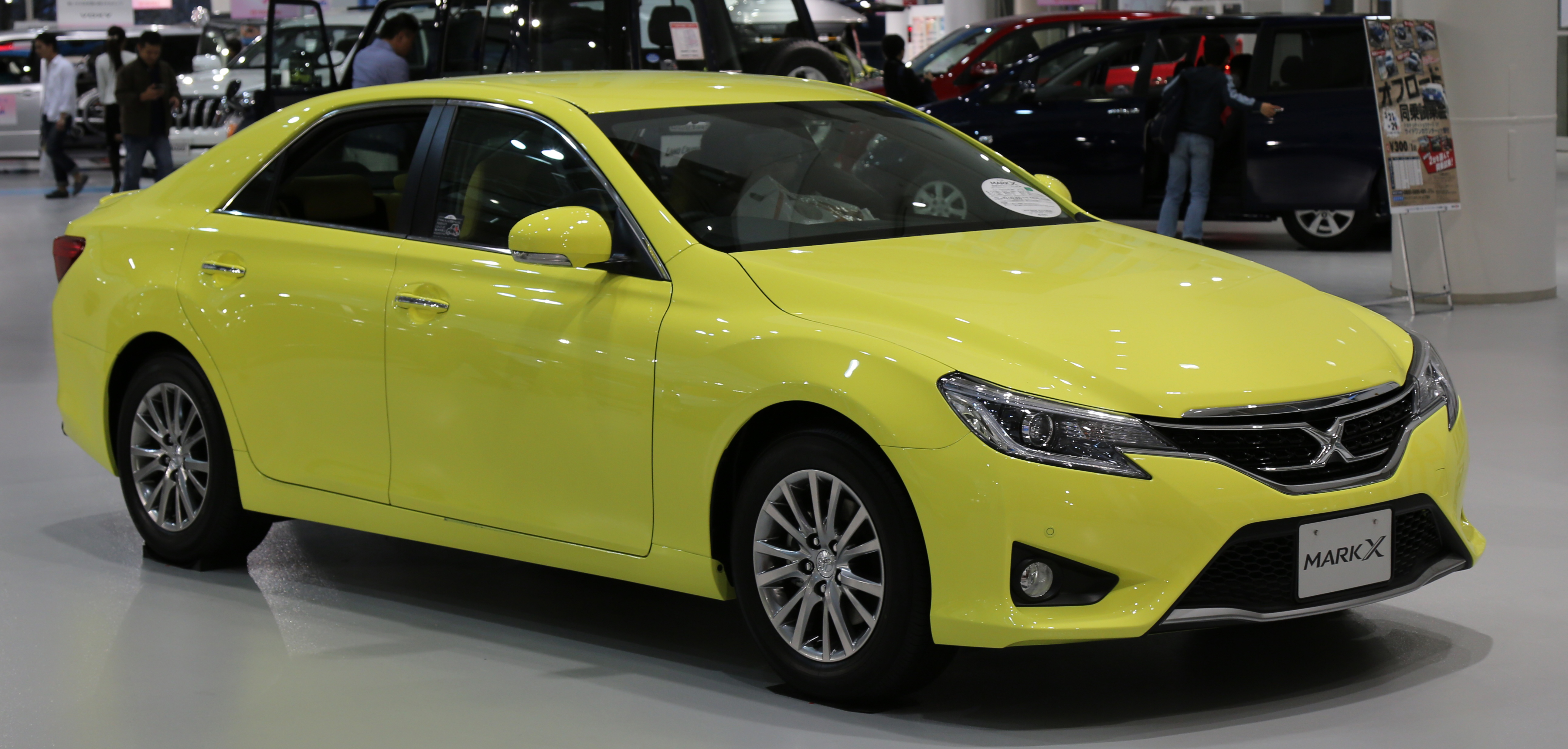
Yellow Label
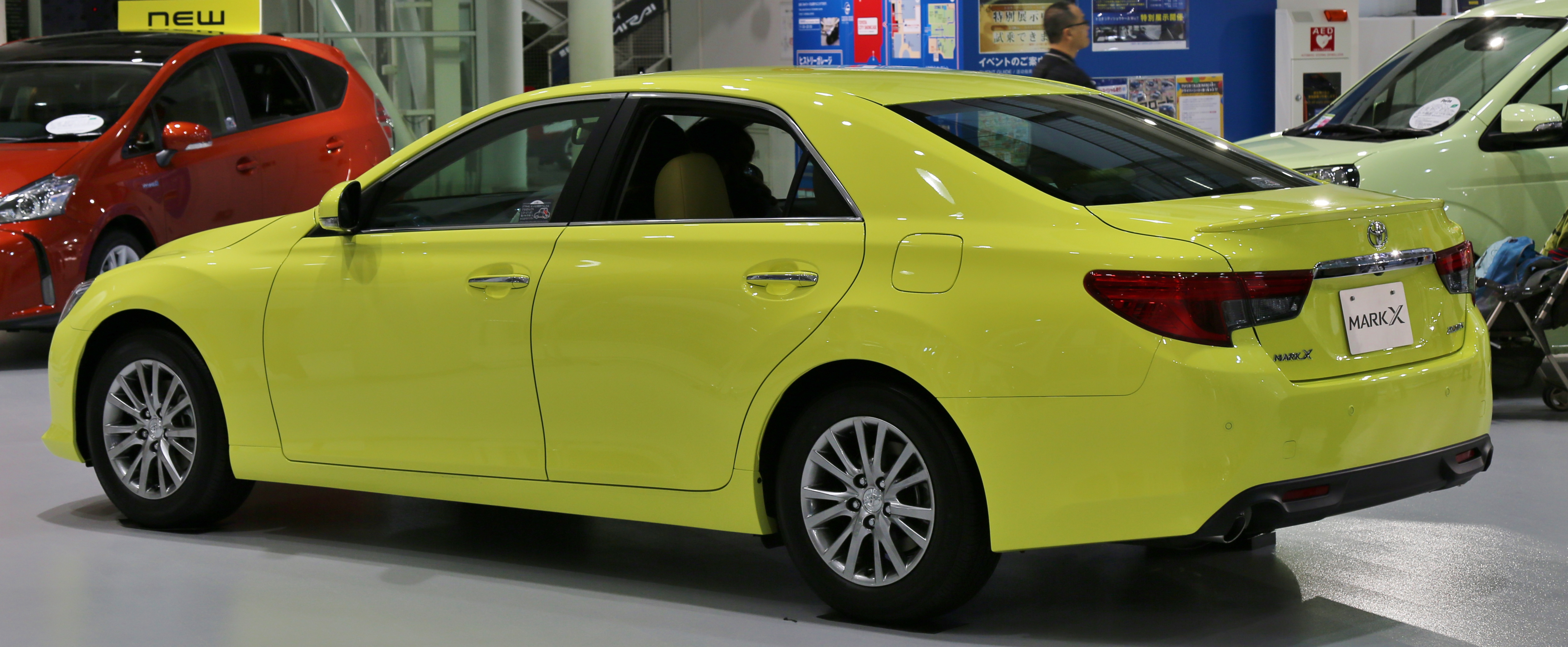
Yellow Label リア
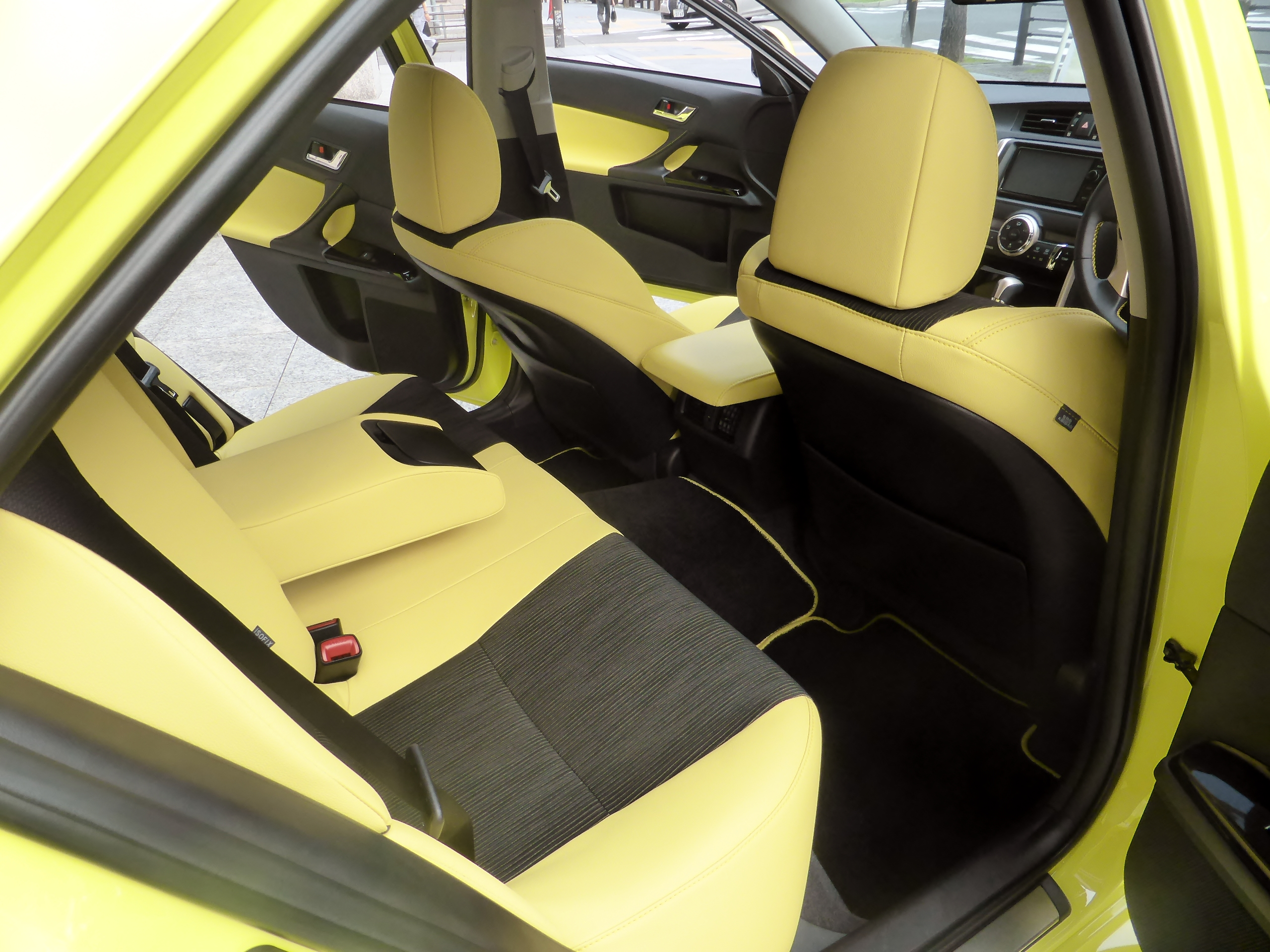
Yellow Label インテリア
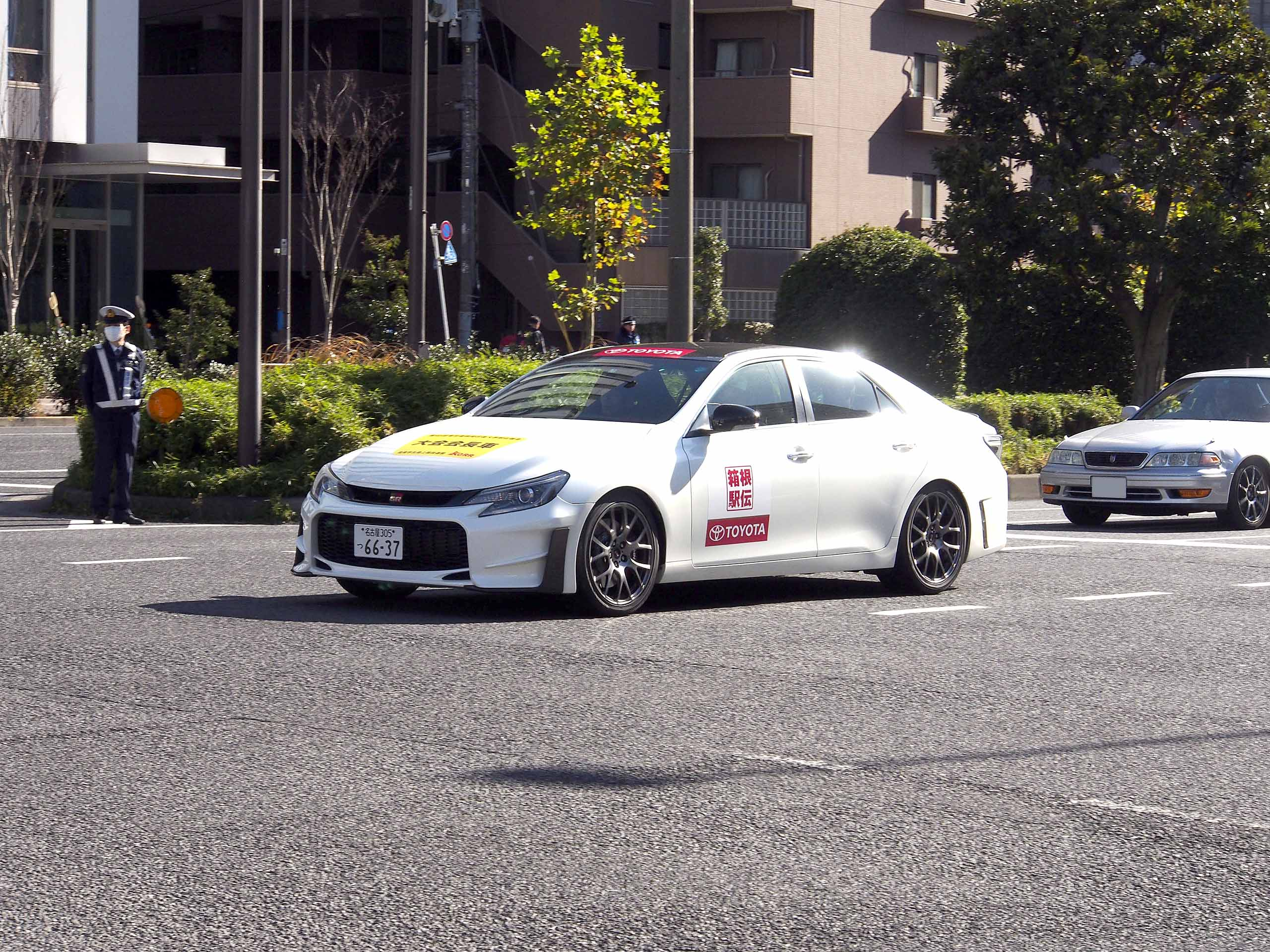
GRMN 第95回東京箱根間往復大学駅伝競走大会会長車仕様

2016年11月改良型
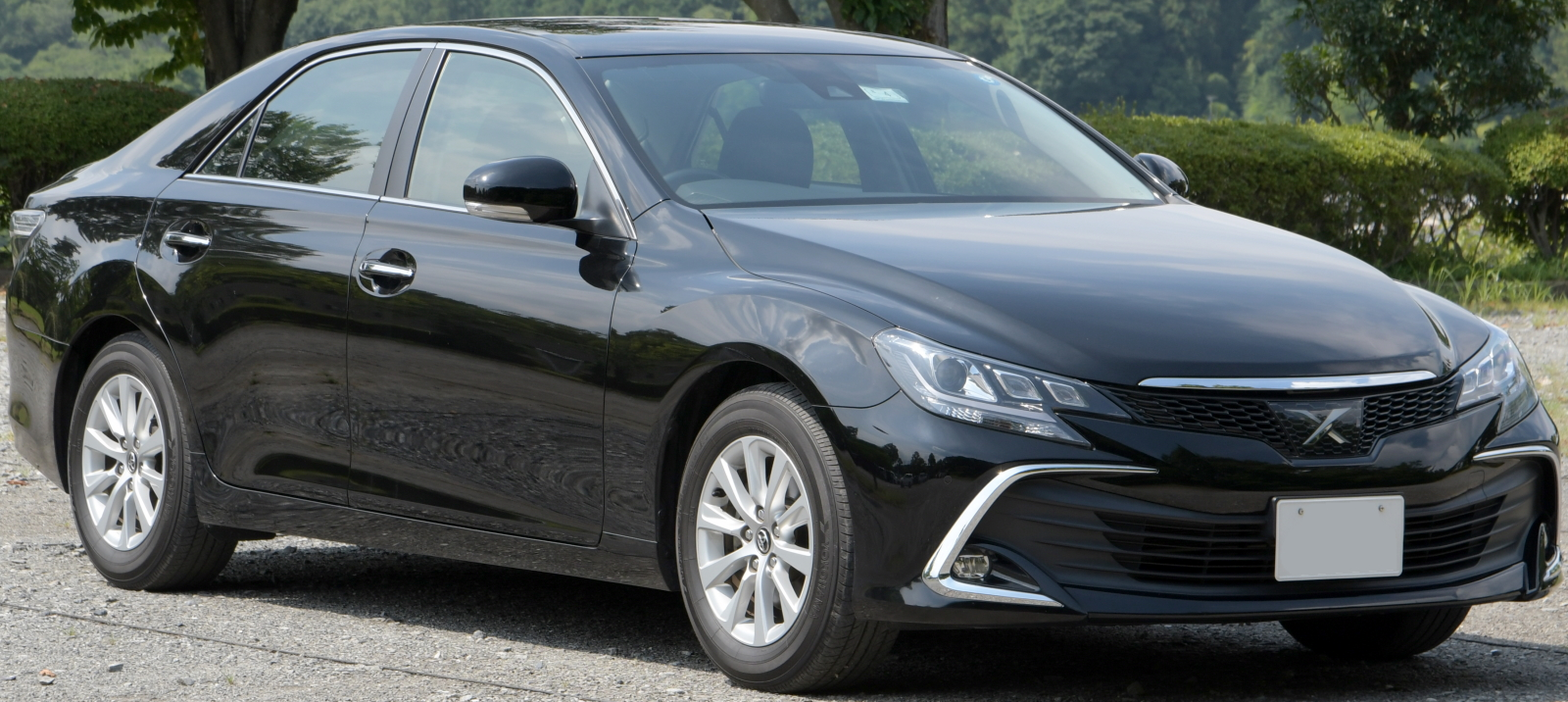
250G
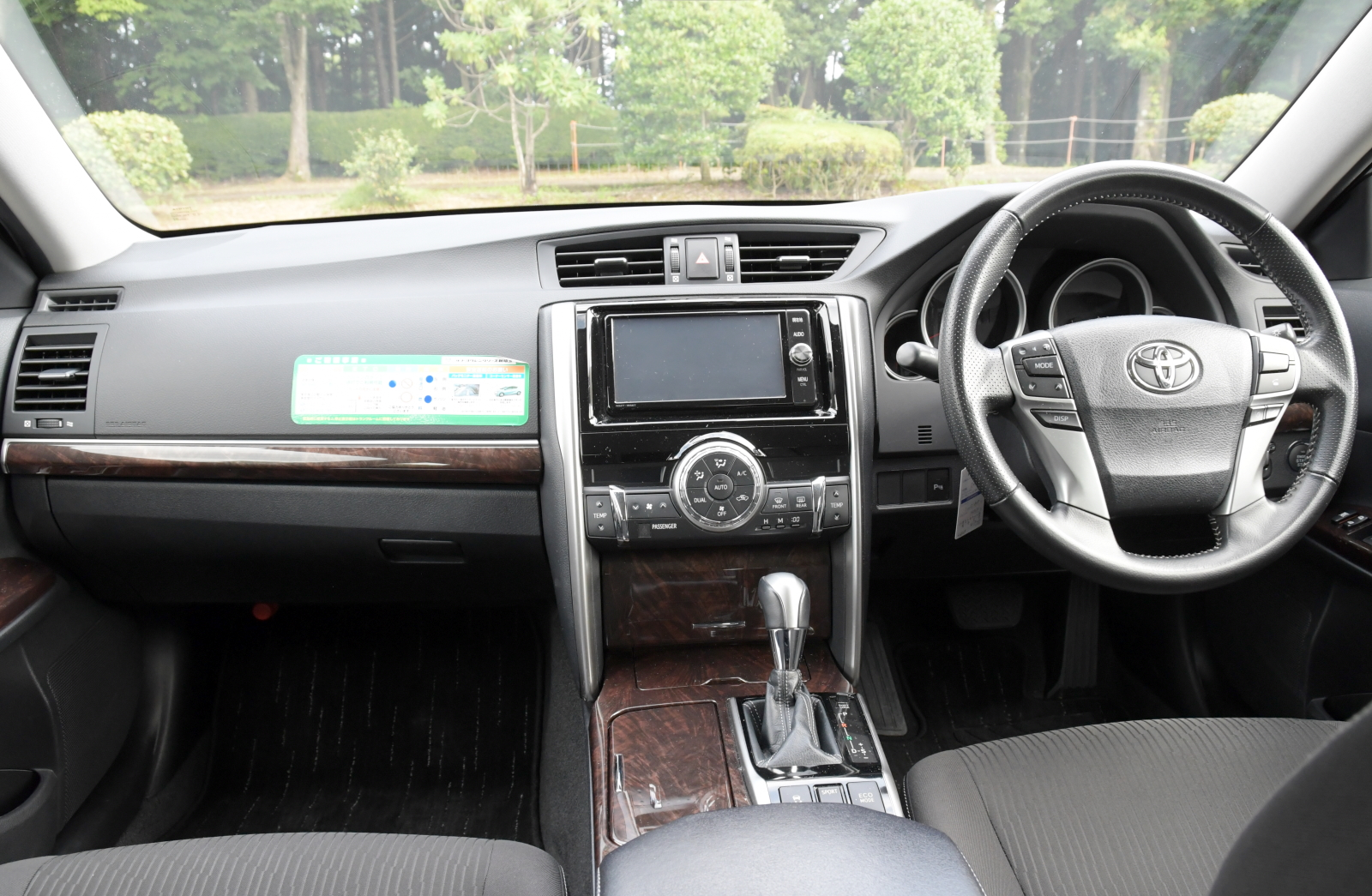
250G インテリア
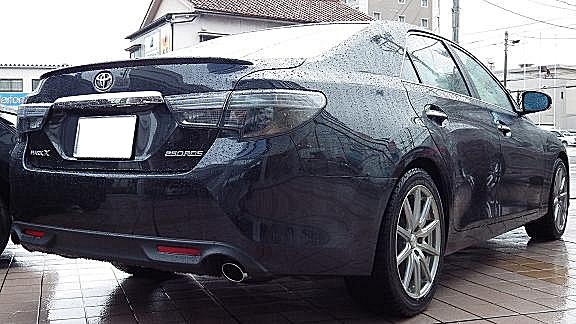
250RDS リア
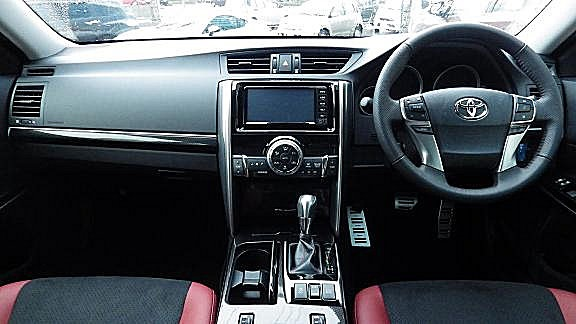
250RDS インテリア
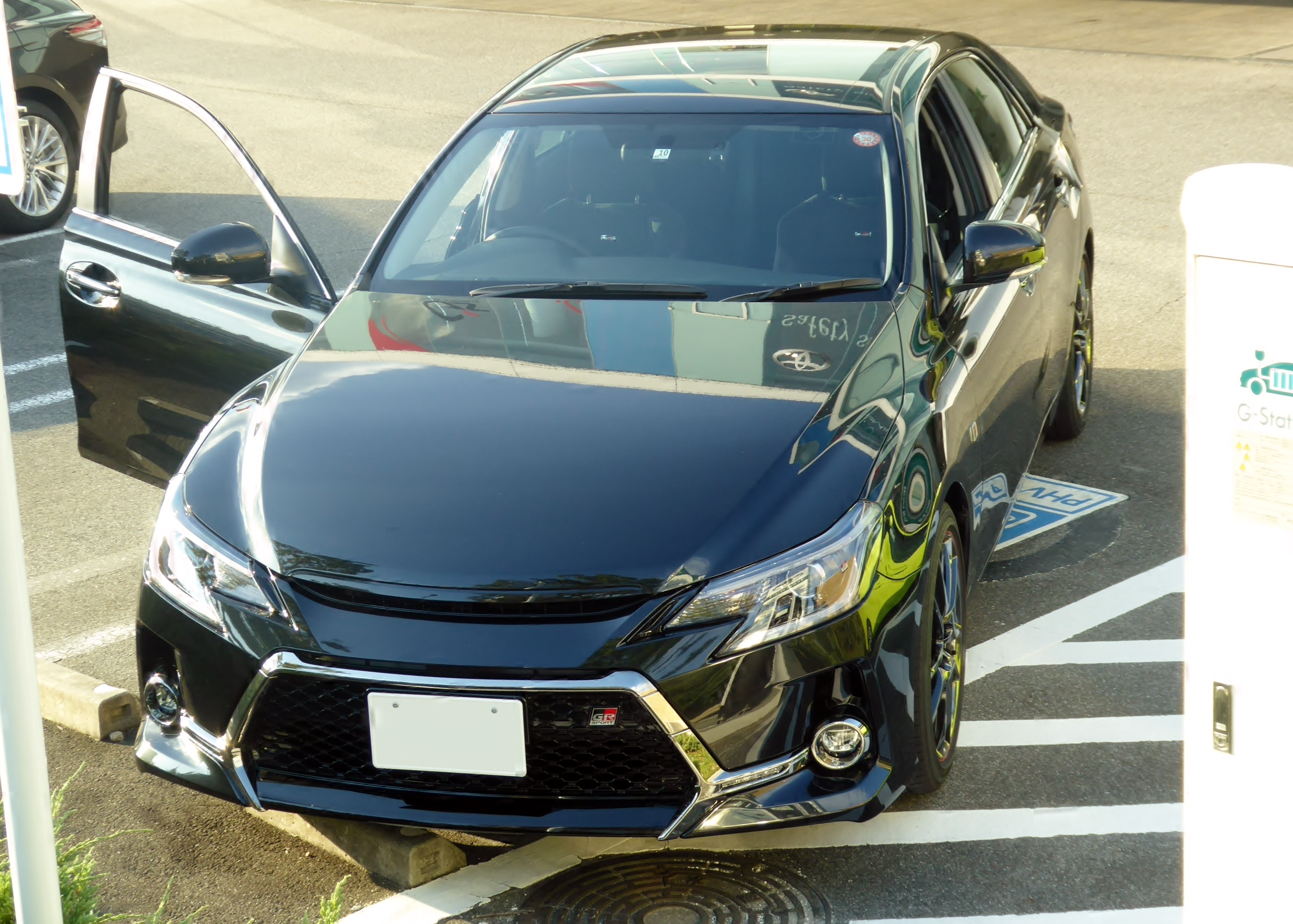
250S"GR SPORT"
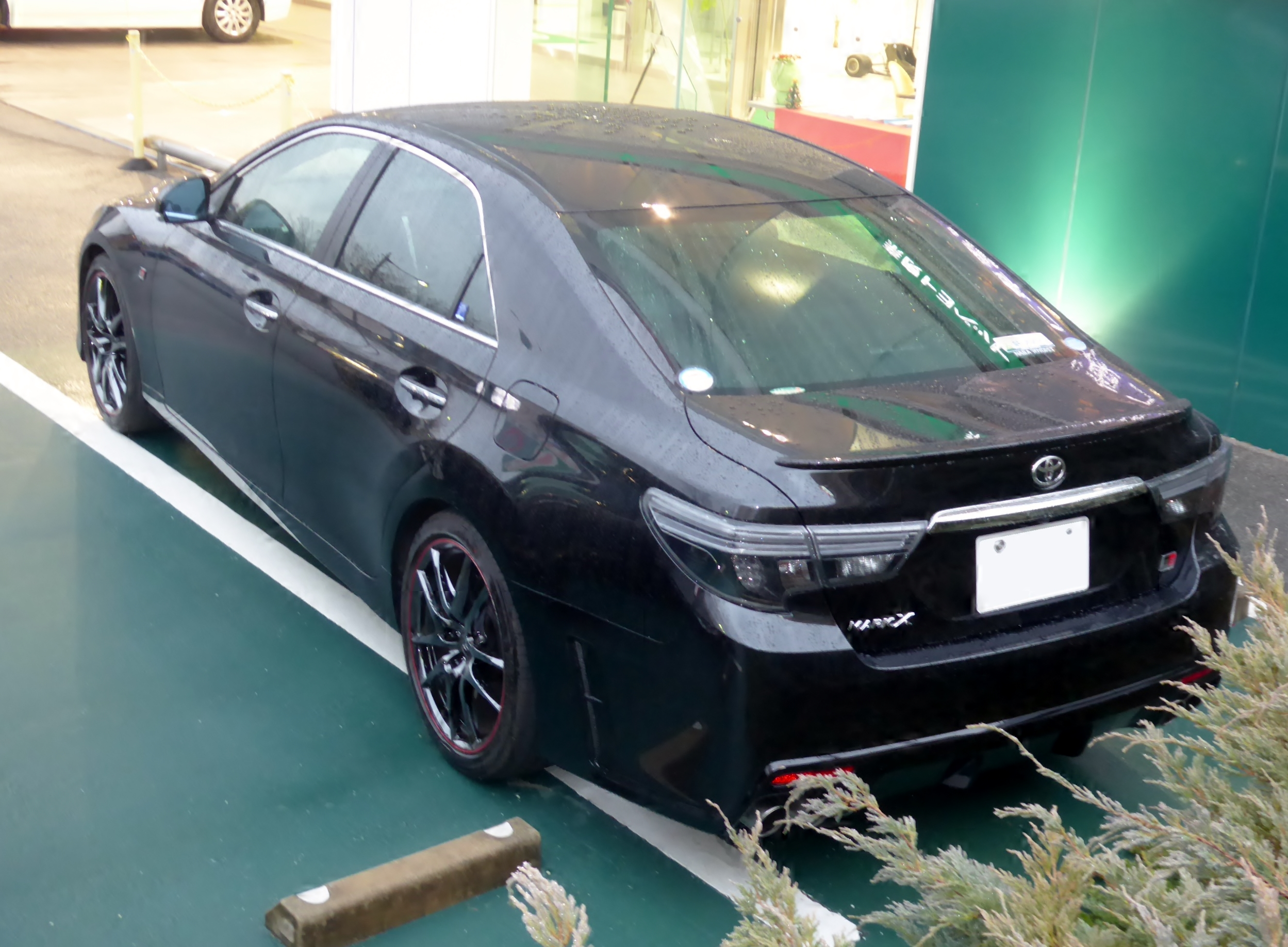
250S"GR SPORT" リア
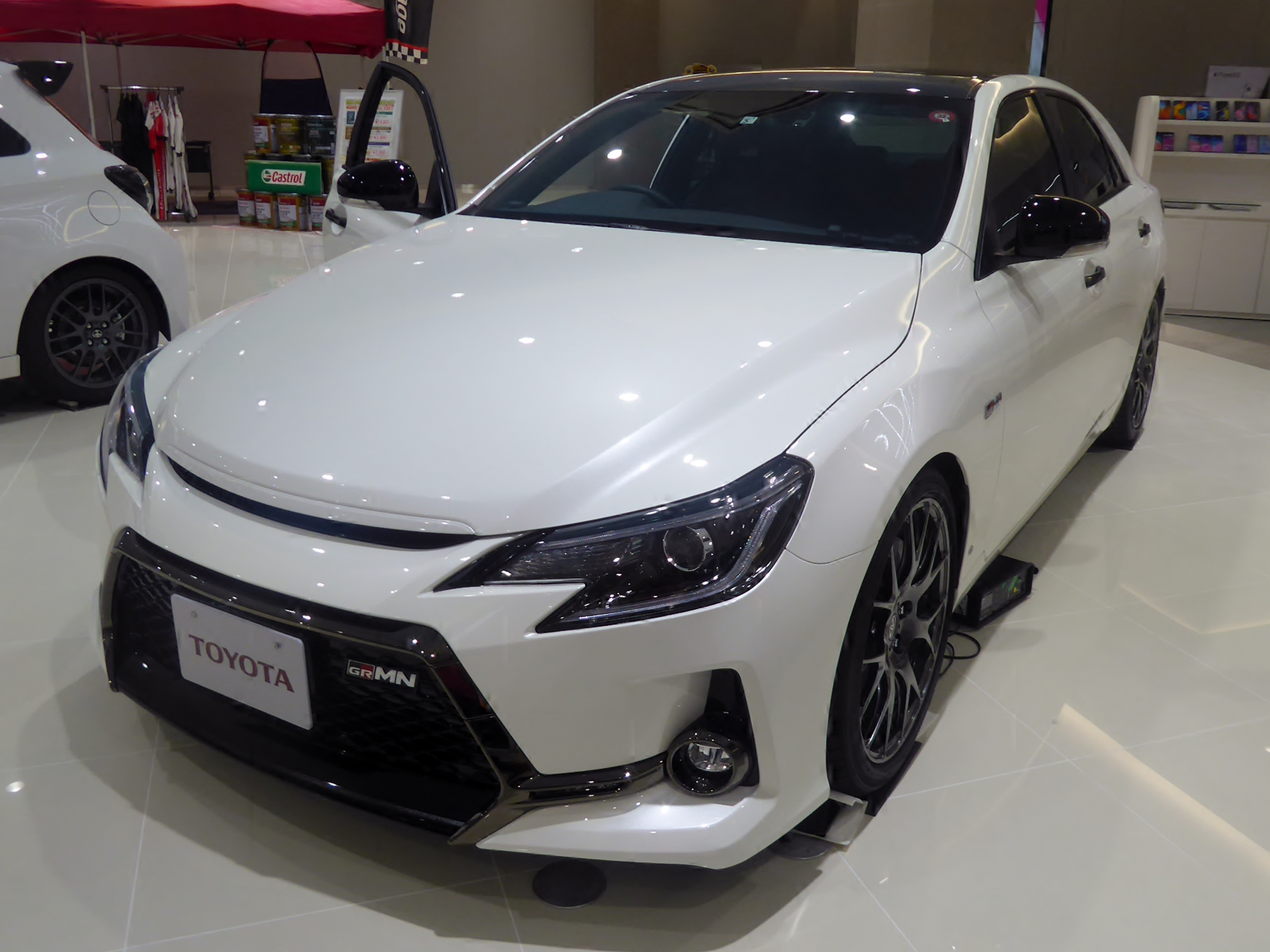
GRMN
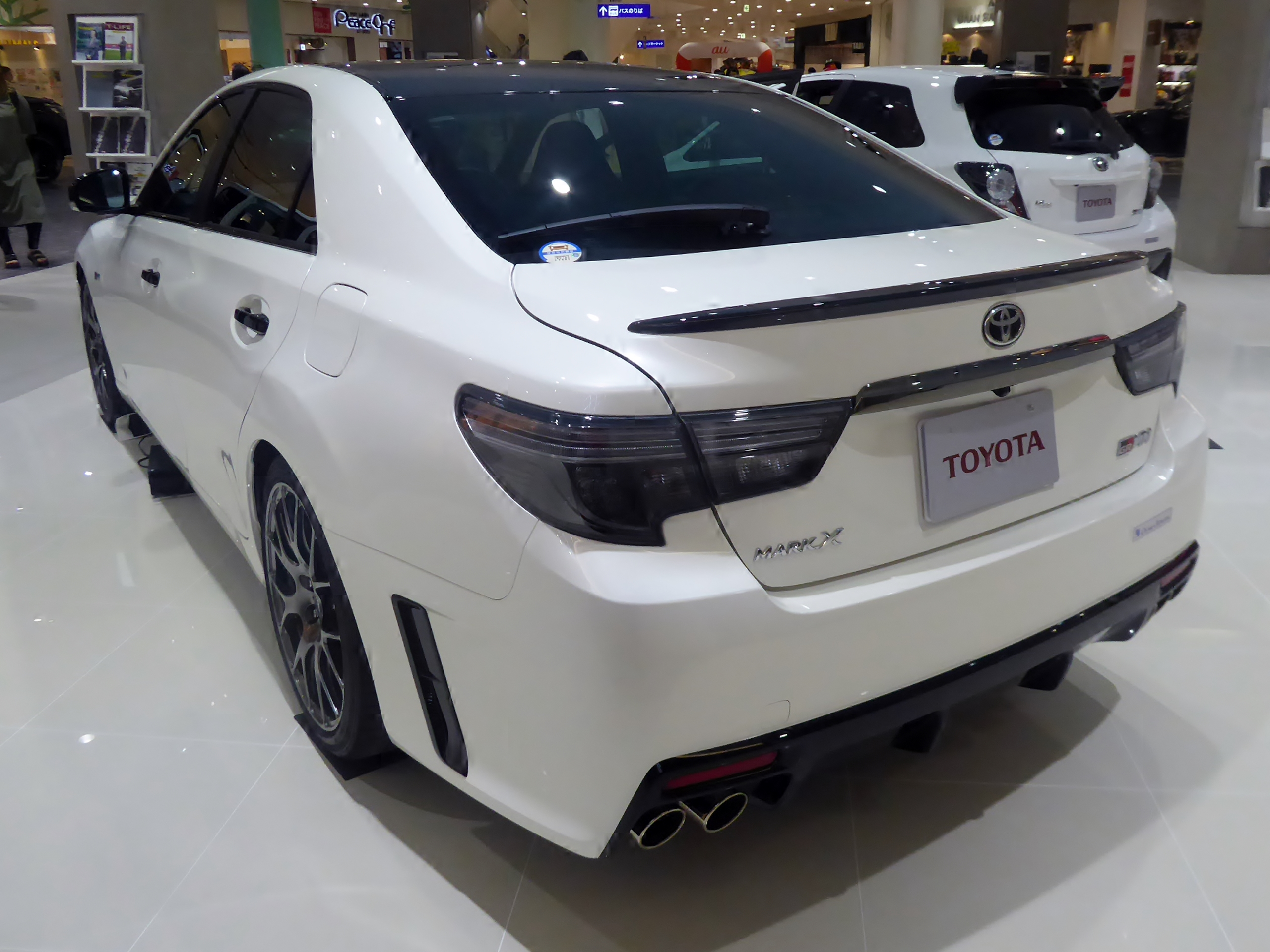
GRMN リア
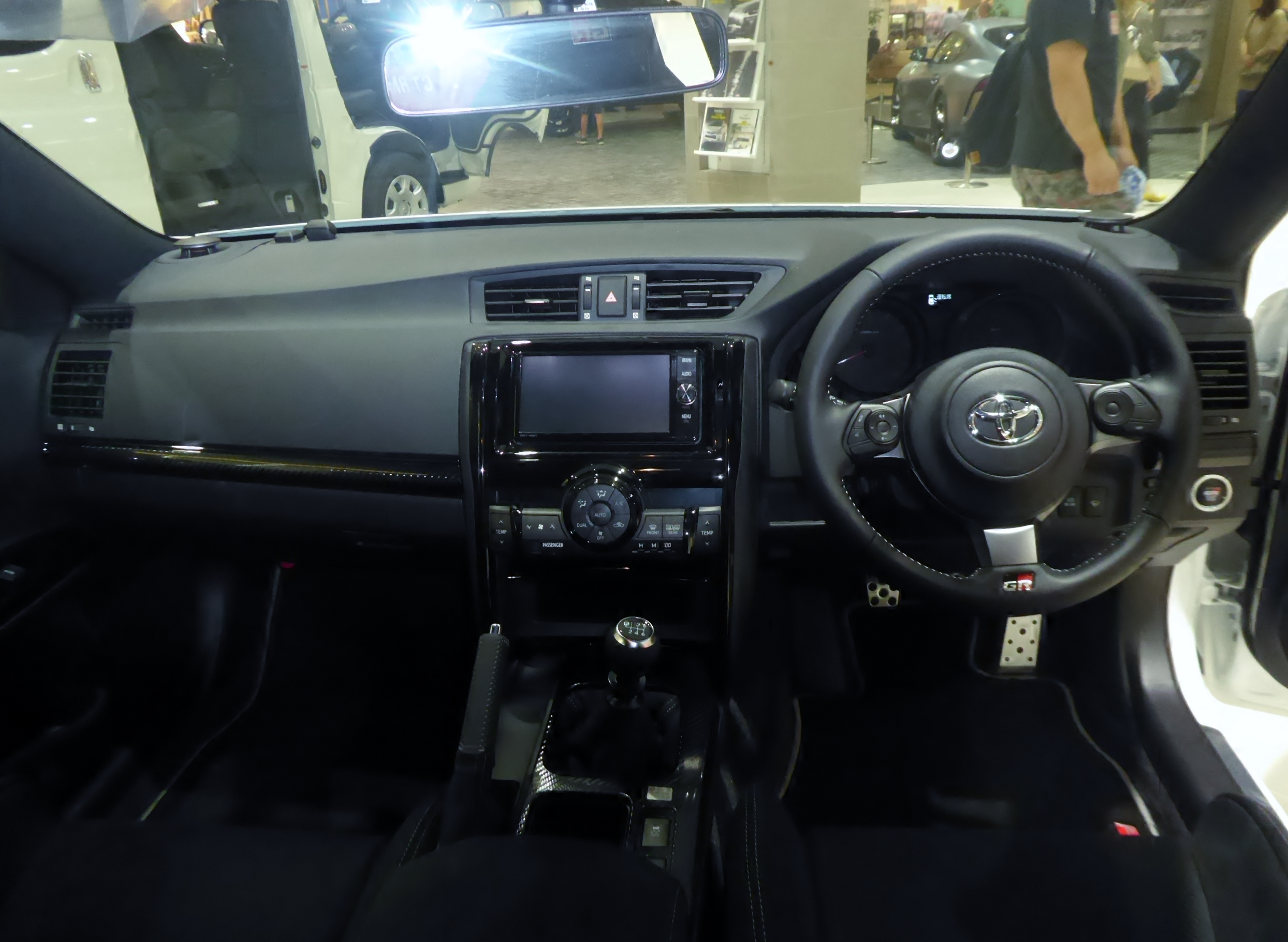
GRMN インテリア

## 販売店
マークIIの後継車種ということもあり、取り扱い販売店は引き続き「トヨペット店」となっている。ただし、GRMNの2019年改良型は全国のGR Garageで取り扱われた。
なお、東京都では東京トヨタでも取り扱われていたが、2019年4月1日に東京トヨタの親会社であったトヨタ東京販売ホールディングス、東京トヨペット、トヨタ東京カローラ、ネッツトヨタ東京との融合により発足したトヨタモビリティ東京での取り扱いに移行され、併せて、カローラ店系列のトヨタ西東京カローラ、ネッツ店系列のネッツトヨタ東都とネッツトヨタ多摩でも取り扱われる。

## チューニングカー
マークXの取扱ディーラーであるトヨペット店の発足50周年記念モデルとしてトヨタモデリスタインターナショナルと共同開発した「Special Version Supercharger」と「Special Version」の2車種が全国100台限定で発売された。
特に「Supercharger」は、かつてのマークIIやチェイサーの「TOURER-V」などに代表されるハイパワースポーツセダンの後継として3Lの3GR-FSEにトヨタのセミワークスである「TOM'S」がエンジンチューニングを実施。TOM'SがOS技研と共同開発したスーパーチャージャーをドッキングして320ps/42.0kg-mまでパワーアップし、同時にトランスミッションをはじめとした駆動系にも手が入れられて強化されている。また、サスペンションもパワーアップに伴ってさらにチューニングが施された。そしてインテリアにも特別な素材を使って質感をさらに向上させるなど、そのカスタマイズ内容は多岐にわたる。

## モータースポーツ

### サーキット

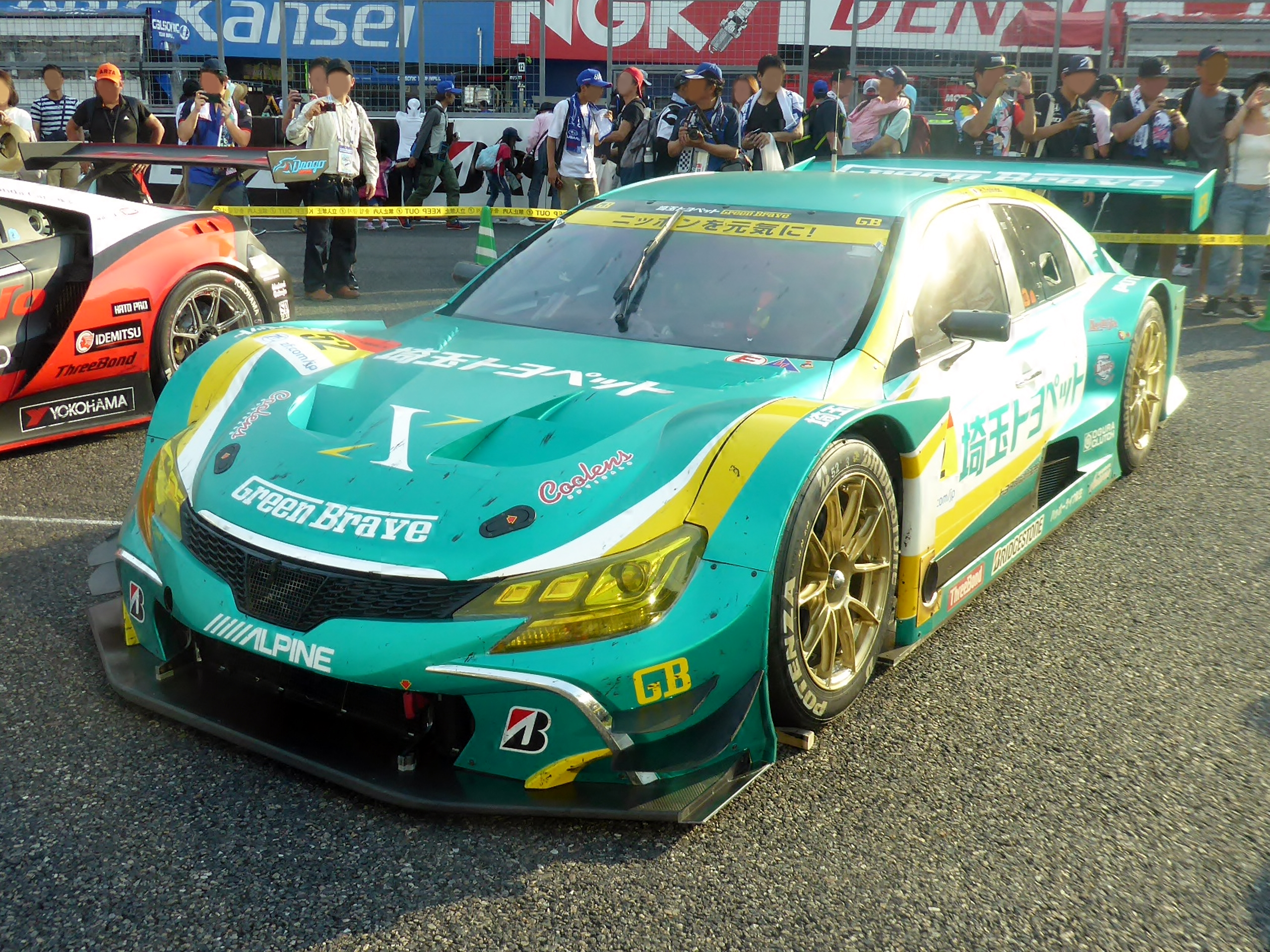
GT300仕様

2015年スーパー耐久のST-3クラスに、埼玉トヨペット Green BraveがG'sをベースにしたマシンを2015年の第6戦に投入、2016年よりフル参戦を開始した。トヨペットにとっては、マークXは1968年にデビューしたコロナ、そしてマークIIに続く専売車種であり、レースを戦うならばたとえ不利でも、トヨペット店のシンボル車種であるマークXで戦いたいという強い希望あってのことだった。2017年途中からはGR SPORT仕様にスイッチしている。
その後本車の生産終了に伴い、2021年から（予定では2020年第3戦からであったが、コロナ禍により延期）同じFRセダンのクラウンへとマシンが切り替えられている。
また同チームはSUPER GTのGT300クラスにてマザーシャシーにマークXのボディを架装したマシンを開発。2017年からまでフル参戦を開始した。その後こちらも市販車両の生産終了に伴い、2019年終了を以てGRスープラに後を引き継ぎ、その役割を終えた。

### ドリフト
D1グランプリに参戦している高橋邦明が130型を使用して参戦している。この車両はエンジンを2JZ-GTEに換装されており、1,000馬力近いパワーを誇る。外装は2012年シーズン途中でG's仕様に変更された（なお変更した時点ではG's仕様はまだ発売前であった）。2014年にはチャンピオンとなった。

## 車名の由来
- 英語で「目標」「成功」「名声」を意味する「MARK」に、「次世代の」「未知の可能性」を意味する「X」を組み合わせ、未知なる可能性に挑む思いを込めて命名された[27]。
- 2016年11月に実施されたマイナーチェンジで設定されたグレード名「RDS」は、「Rakish Dynamic Sports」の略。「Rakish」は「軽快な」「粋な」という意味[18]。